# Lịch sử Bulgaria
Lịch sử của Bulgaria có thể được bắt nguồn từ các khu định cư đầu tiên trên vùng đất của Bulgaria hiện đại cho đến khi hình thành quốc gia và bao gồm lịch sử của người Bulgaria và nguồn gốc của họ. Bằng chứng sớm nhất về sự chiếm hữu vượn người được phát hiện vào ngày hôm nay của Bulgaria từ ít nhất 1,4 triệu năm trước. Khoảng năm 5000 trước Công nguyên, một nền văn minh tinh vi đã tồn tại và sản xuất một số đồ gốm và trang sức đầu tiên trên thế giới. Sau 3000 trước Công nguyên, người Thracian xuất hiện trên bán đảo Balkan. Vào cuối thế kỷ thứ 6 trước Công nguyên, hầu hết những gì ngày nay là Bulgaria thuộc Đế chế Ba Tư. Vào những năm 470 TCN, người Thracia đã thành lập Vương quốc Odrysia hùng mạnh kéo dài đến năm 46 TCN, khi cuối cùng nó bị Đế quốc La Mã chinh phục. Trong nhiều thế kỷ, một số bộ lạc Thracia bị các vị vua cổ đại của người Macedonia và Hy Lạp chinh phục, và cũng chịu sự thống trị của người Celtic. Hỗn hợp các dân tộc cổ đại này đã bị người Slav định cư vĩnh viễn trên bán đảo này sau năm 500 sau Công nguyên, đồng hóa.
Trong khi đó, 632 người Bulgar thành lập một nhà nước độc lập ở phía bắc của biển Đen trở nên nổi tiếng như Bulgary Vĩ đại dưới sự lãnh đạo của Kubrat. Áp lực từ Khazar dẫn đến sự tan rã của Great Bulgaria trong nửa sau của thế kỷ thứ 7. Một trong những người kế vị của Kubrat, Asparukh, di cư cùng với một số bộ lạc Bulgar đến khu vực xung quanh đồng bằng sông Danube, và sau đó chinh phục Scythia Minor và Moesia Inferior từ Đế quốc Byzantine, mở rộng vương quốc mới của mình sang bán đảo Balkan. Một hiệp ước hòa bình với Byzantium vào năm 681 và việc thành lập thủ đô Bulgaria vĩnh viễn tại Pliska phía nam sông Danube đánh dấu sự khởi đầu của Đế chế Bulgaria đầu tiên. Nhà nước mới tập hợp tàn dư Thracian và Slav dưới sự cai trị của Bulgar, và một quá trình đồng hóa lẫn nhau chậm chạp bắt đầu. Trong các thế kỷ tiếp theo, Bulgaria đã trở thành một đế chế hùng mạnh, thống trị vùng Balkan thông qua các truyền thống quân sự hiếu chiến, dẫn đến sự phát triển của một bản sắc dân tộc khác biệt. Những người đa dạng về sắc tộc và văn hóa của nó thống nhất dưới một tôn giáo, ngôn ngữ và bảng chữ cái chung đã hình thành và bảo tồn ý thức dân tộc Bulgaria bất chấp các cuộc xâm lược và ảnh hưởng của nước ngoài.
Vào thế kỷ 11, Đế quốc Bulgaria đầu tiên sụp đổ dưới các cuộc tấn công của Rus và Byzantine, và trở thành một phần của Đế quốc Byzantine cho đến năm 1185. Sau đó, một cuộc nổi dậy lớn do hai anh em Asen và Peter của triều đại Asen lãnh đạo đã khôi phục nhà nước Bulgaria để thành lập Đế chế Bulgaria thứ hai. Sau khi đạt được đỉnh của nó vào những năm 1230, Bulgaria bắt đầu suy giảm do một số yếu tố, đáng chú ý nhất là vị trí địa lý của nó khiến nó dễ bị tấn công và xâm lược từ nhiều phía. Một cuộc nổi loạn của nông dân, một trong số ít những người thành công như vậy trong lịch sử, đã thành lập người chăn cừu Ivaylo như một Sa hoàng. Triều đại ngắn ngủi của ông là điều cần thiết trong việc phục hồi lại ít nhất một phần là sự toàn vẹn của nhà nước Bulgaria. Một thời kỳ tương đối thịnh vượng sau năm 1300, nhưng kết thúc vào năm 1371, khi sự chia rẽ phe phái khiến Bulgaria chia thành ba Tsardoms nhỏ. Đến năm 1396, họ bị khuất phục bởi Đế chế Ottoman. Người Thổ Nhĩ Kỳ đã loại bỏ hệ thống quý tộc và giới cầm quyền Bulgaria, và Bulgaria vẫn là một lãnh thổ không thể tách rời của Thổ Nhĩ Kỳ trong 500 năm tới.
Với sự suy tàn của Đế chế Ottoman sau năm 1700, các dấu hiệu hồi sinh bắt đầu xuất hiện. Giới quý tộc Bulgaria đã biến mất, để lại một xã hội nông dân bình đẳng với tầng lớp trung lưu thành thị nhỏ nhưng đang phát triển. Đến thế kỷ 19, cuộc phục hưng quốc gia Bulgaria đã trở thành một thành phần quan trọng của cuộc đấu tranh giành độc lập, sẽ lên đến đỉnh điểm trong cuộc nổi dậy thất bại vào tháng 4 năm 1876, thúc đẩy cuộc Chiến tranh Nga-Thổ Nhĩ Kỳ năm 1877 và78 sau đó là Giải phóng Bulgaria. Hiệp ước San Stefano ban đầu đã bị các cường quốc phương Tây từ chối và Hiệp ước Berlin sau đó đã giới hạn các lãnh thổ của Bulgaria đối với Moesia và khu vực Sofia. Điều này khiến nhiều người dân tộc Bulgaria rời khỏi biên giới của nhà nước mới, nơi xác định cách tiếp cận quân sự của Bulgaria đối với các vấn đề khu vực và lòng trung thành với Đức của quốc gia này trong cả hai cuộc Chiến tranh Thế giới.
Sau Thế chiến II, Bulgaria trở thành một nhà nước Cộng sản, do Todor Zhivkov thống trị trong thời gian 35 năm. Tiến bộ kinh tế của Bulgaria trong thời kỳ đã kết thúc vào những năm 1980 và sự sụp đổ của hệ thống Cộng sản ở Đông Âu đã đánh dấu một bước ngoặt cho sự phát triển của đất nước. Một loạt các cuộc khủng hoảng trong những năm 1990 đã khiến phần lớn ngành công nghiệp và nông nghiệp của Bulgaria rơi vào tình trạng hỗn loạn, mặc dù thời kỳ ổn định tương đối bắt đầu với cuộc bầu cử Simeon Saxe-Coburg-Gotha làm thủ tướng năm 2001. Bulgaria gia nhập NATO năm 2004 và Liên minh châu Âu năm 2007.

## Tiền sử

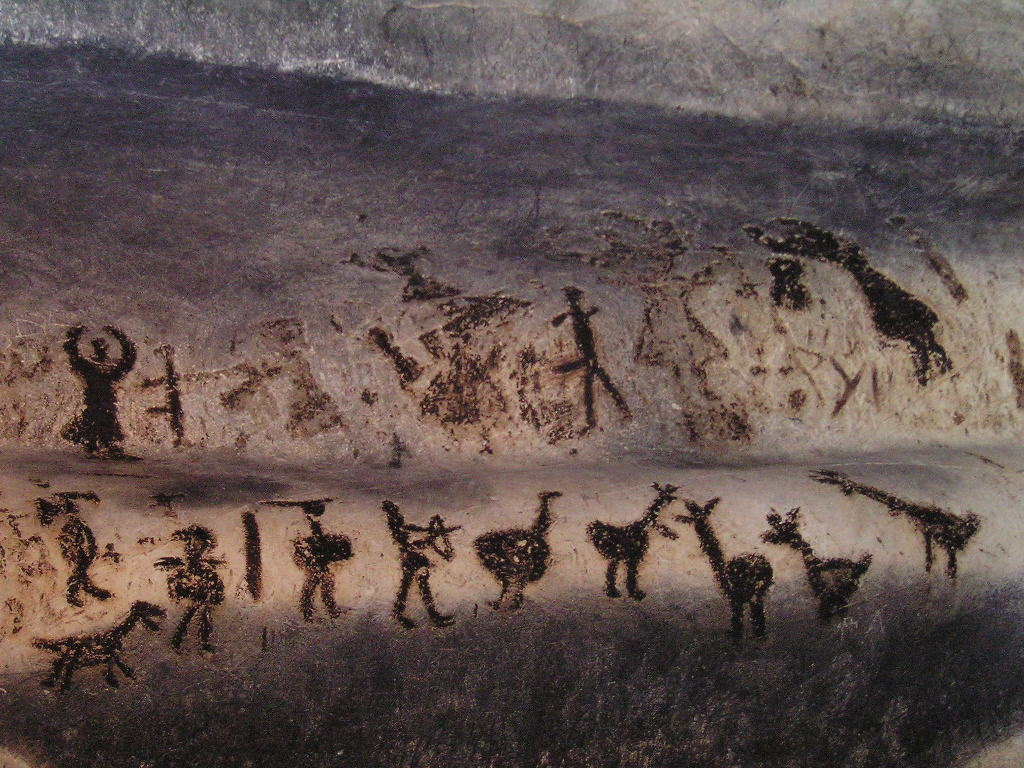
Bản vẽ hang động Magura

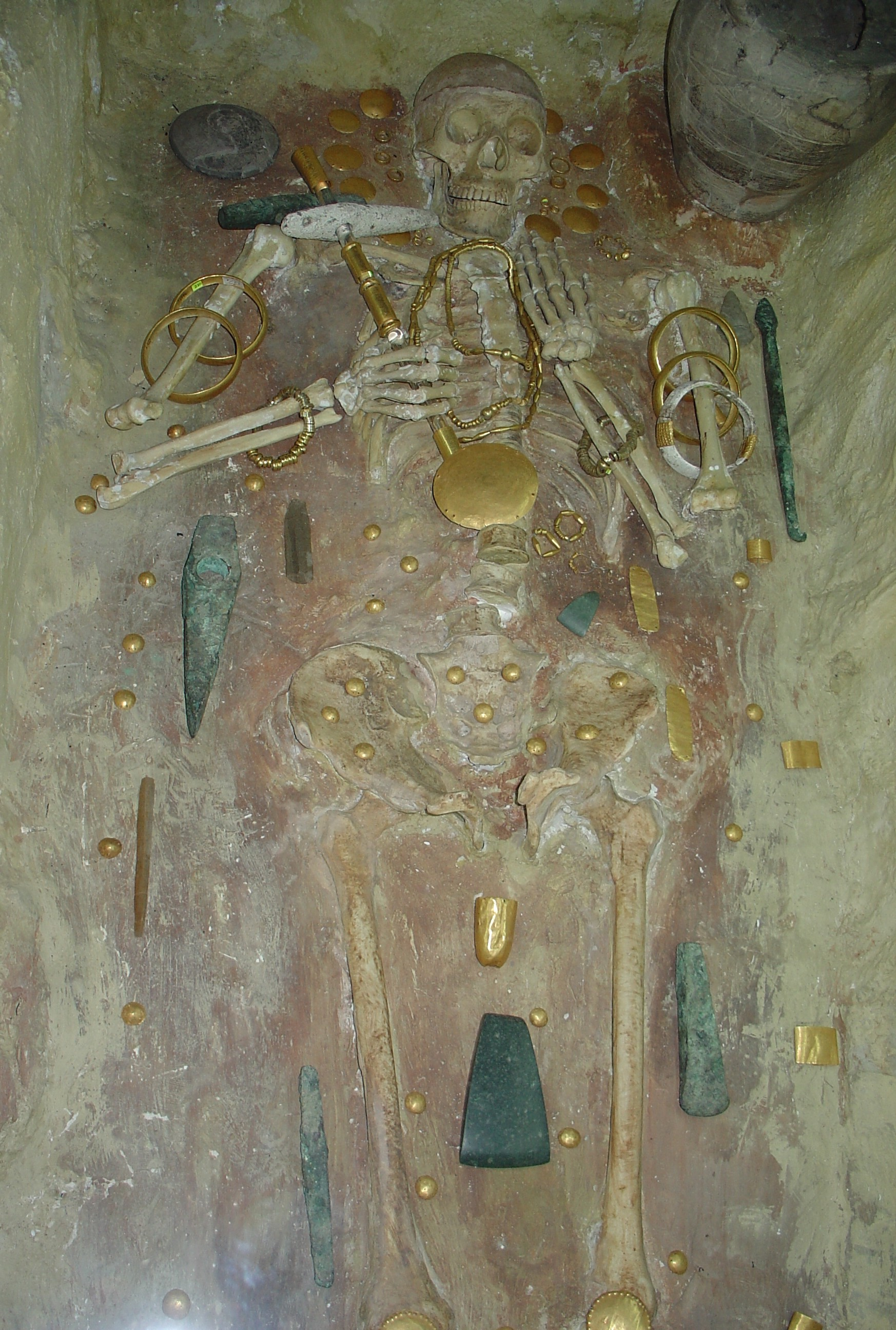
Một nơi chôn cất tại Varna, với một số đồ trang sức bằng vàng lâu đời nhất thế giới, có niên đại từ 4.600 - 4.200 trước Công nguyên.

Những hài cốt người sớm nhất được tìm thấy ở Bulgaria đã được khai quật trong hang động Kozarnika, với niên đại khoảng 1,6 triệu năm trước Công nguyên. Hang động này có lẽ lưu giữ bằng chứng sớm nhất về hành vi biểu tượng của con người từng được tìm thấy. Một cặp hàm bị phân mảnh của con người, có tuổi đời 44.000 năm, được tìm thấy trong hang động Bacho Kiro, nhưng vẫn còn tranh cãi liệu những người đầu tiên này thực sự là Homo sapiens hay Neanderthal.
Những ngôi nhà sớm nhất ở Bulgaria - Nhà ở thời kỳ đồ đá mới của Stara Zagora - có niên đại từ 6.000 năm trước Công nguyên và nằm trong cấu trúc nhân tạo cổ nhất chưa được phát hiện. Vào cuối thời kỳ đồ đá mới, Hamangia và văn hóa Vinča đã phát triển trên khu vực ngày nay là Bulgaria, miền nam Romania và miền đông Serbia. Thị trấn được biết đến sớm nhất ở châu Âu, Solnitsata, nằm ở Bulgaria ngày nay. Việc định cư hồ Durankulak ở Bulgaria bắt đầu trên một hòn đảo nhỏ, khoảng năm 7000 trước Công nguyên và khoảng 4700/4600 trước Công nguyên, kiến trúc bằng đá đã được sử dụng phổ biến và trở thành một hiện tượng đặc trưng duy nhất ở Châu Âu.
Thụt lùi văn hóa Varna (5000 trước Công nguyên) đại diện cho nền văn minh đầu tiên với hệ thống phân cấp xã hội tinh vi ở Châu Âu. Trung tâm của nền văn hóa này là Varna Necropolis, được phát hiện vào đầu những năm 1970. Nó phục vụ như một công cụ để hiểu cách các xã hội châu Âu đầu tiên hoạt động, chủ yếu thông qua các nghi lễ chôn cất được bảo quản tốt, đồ gốm và đồ trang sức bằng vàng. Những chiếc nhẫn, vòng tay và vũ khí nghi lễ bằng vàng được phát hiện trong một trong những ngôi mộ được tạo ra từ năm 4.600 đến 4200 trước Công nguyên, khiến chúng trở thành những đồ tạo tác bằng vàng lâu đời nhất chưa được phát hiện ở bất kỳ đâu trên thế giới. Văn hóa Karanovo phát triển đồng thời với nền ở Varna, và các lớp đất của nó đóng vai trò là thước đo địa tầng cho thời kỳ tiền sử của vùng Balkan rộng lớn hơn.
Một số bằng chứng sớm nhất của nho trồng trọt và chăn nuôi thuần hóa gắn liền với Thời đại đồ đồng văn hóa Ezero. Các bức vẽ Hang động Magura có cùng thời đại, mặc dù không thể xác định chính xác năm tạo ra chúng.

## Thời cổ đại

### Người Thracia

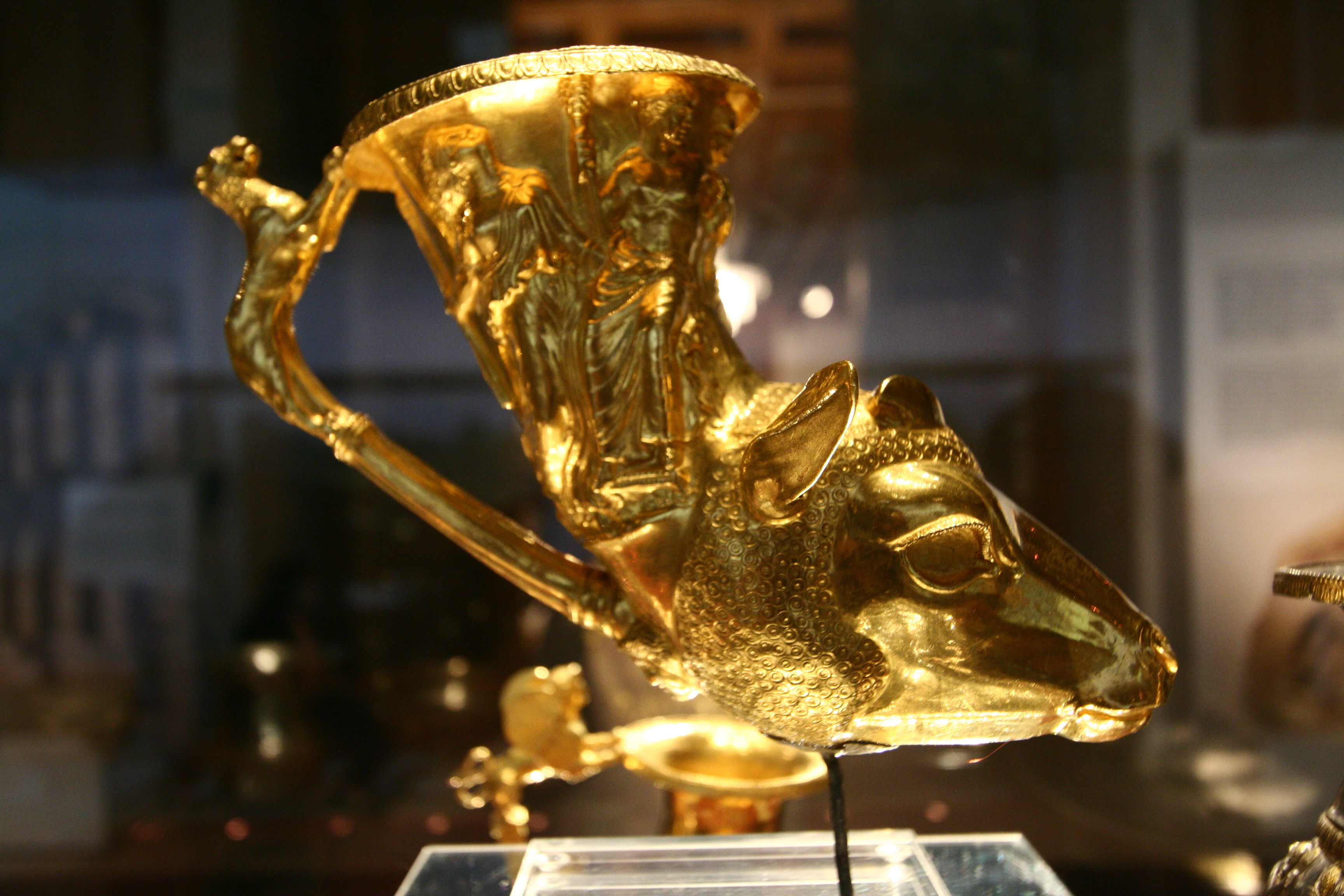
Một vần bằng vàng, một trong những vật phẩm trong kho báu Panagyurishte, có niên đại từ thế kỷ 4 đến thế kỷ 3 trước Công nguyên

Những người đầu tiên để lại dấu vết lâu dài và di sản văn hóa trên khắp vùng Balkan là Thracians. Nguồn gốc của chúng vẫn còn mù mờ. Người ta thường đề xuất rằng một dân tộc tiền Thracia đã phát triển từ sự pha trộn của dân tộc bản địa và người Ấn-Âu từ thời Proto-Ấn-Âu mở rộng trong Thời kỳ đồ đồng sớm khi sau này, khoảng 1500 năm trước Công nguyên, chinh phục các dân tộc bản địa. Những người thợ thủ công Thracia thừa hưởng các kỹ năng của các nền văn minh bản địa trước họ, đặc biệt là trong việc chế tác vàng.
Người Thracia nhìn chung là vô tổ chức, nhưng có một nền văn hóa tiên tiến mặc dù thiếu chữ viết thích hợp của riêng họ, và tập hợp các lực lượng quân sự hùng mạnh khi các bộ tộc bị chia rẽ của họ thành lập liên minh dưới áp lực của các mối đe dọa bên ngoài. Họ không bao giờ đạt được bất kỳ hình thức thống nhất nào ngoài các quy tắc triều đại, ngắn ngủi ở đỉnh cao của thời kỳ cổ điển Hy Lạp. Tương tự như Gauls và các bộ tộc Celt ic khác, hầu hết người Thracia được cho là sống đơn giản trong làng kiên cố, thường là trên các đỉnh đồi. Mặc dù khái niệm về Trung tâm đô thị chưa được phát triển cho đến thời kỳ La Mã, nhưng rất nhiều công sự lớn hơn đóng vai trò là trung tâm thị trường khu vực. Tuy nhiên, nói chung, bất chấp việc Hy Lạp thuộc địa hóa ở các khu vực như Byzantium, Apollonia và các thành phố khác, người Thracia vẫn tránh cuộc sống đô thị. Thuộc địa Hy Lạp đầu tiên ở Thrace được thành lập vào thế kỷ thứ 8 trước Công nguyên.
Các bộ lạc Thracia vẫn bị chia rẽ và hầu hết trong số họ nằm dưới sự cai trị trên danh nghĩa của người Ba Tư từ cuối thế kỷ 6 đến nửa đầu thế kỷ 5, cho đến khi Vua Teres thống nhất hầu hết họ trong vương quốc Odrysian vào khoảng năm 470 trước Công nguyên, có thể là sau Ba Tư thất bại ở Hy Lạp, mà sau này đạt đến đỉnh cao dưới sự lãnh đạo của Vua Sitalces (431–424 TCN) và của Cotys I (383–359 TCN). Khi bắt đầu chiến tranh Peloponnesian Sitalces liên minh với Athenians, và vào năm 429 trước Công nguyên, anh ta xâm lược Macedon (sau đó được cai trị bởi Perdiccas II) với một đội quân rộng lớn bao gồm 150.000 chiến binh từ các bộ lạc Thracia độc lập. Mặt khác, Cotys I đã gây chiến với người Athen để sở hữu Thracian Chersonese. Sau đó Đế chế Macedonian đã hợp nhất vương quốc Odrysian và người Thracia đã trở thành một thành phần bất khả xâm phạm trong các cuộc thám hiểm ngoài lục địa của cả Philip II và Alexander III (the Great).

### Cuộc xâm lược của người Achaemenid Ba Tư
Kể từ khi vua Macedon ian Amyntas I đầu hàng đất nước của mình cho Persians vào khoảng năm 512-511 trước Công nguyên, người Macedonia và người Ba Tư không còn xa lạ nữa. Việc chinh phục Macedonia là một phần của các hoạt động quân sự của Ba Tư do Darius Đại đế (521–486 TCN) khởi xướng. Vào năm 513 trước Công nguyên - sau khi chuẩn bị chu đáo - một đội quân Achaemenid khổng lồ xâm lược Balkan và đã cố gắng đánh bại người Châu Âu Scythia đang di chuyển đến phía bắc của Danube con sông. Quân đội của Darius đã khuất phục một số dân tộc Thracia, và hầu như tất cả các khu vực khác tiếp xúc với phần châu Âu của Biển Đen, chẳng hạn như các vùng ngày nay Bulgaria, Romania, Ukraine, và Nga, trước khi nó quay trở lại Tiểu Á. Darius để lại Châu Âu một trong những chỉ huy của anh ta tên là Megabazus, người có nhiệm vụ hoàn thành các cuộc chinh phạt ở Balkan. Quân Ba Tư đã khuất phục Thrace giàu vàng, các thành phố ven biển của Hy Lạp, cũng như đánh bại và chinh phục Paeonians hùng mạnh. Cuối cùng, Megabazus cử sứ giả đến Amyntas, yêu cầu chấp nhận sự thống trị của Ba Tư, mà người Macedonian chấp nhận. Sau Ionian Revolt, quân Ba Tư nắm giữ vùng Balkan nới lỏng, nhưng được khôi phục vững chắc vào năm 492 trước Công nguyên thông qua các chiến dịch của Mardonius. Người Balkan, bao gồm cả vùng ngày nay là Bulgaria, đã cung cấp nhiều binh lính cho đội quân Achaemenid đa sắc tộc. Một số kho báu của người Thracia có niên đại từ thời cai trị của người Ba Tư ở Bulgaria đã được tìm thấy. Hầu hết những gì ngày nay là Bulgaria vẫn vững chắc dưới sự lũng đoạn của người Ba Tư cho đến năm 479 trước Công nguyên. Các đơn vị đồn trú của Ba Tư tại Doriscus ở Thrace đã cầm cự trong nhiều năm ngay cả sau khi Ba Tư thất bại, và được cho là chưa bao giờ đầu hàng. Nó vẫn là thành trì cuối cùng của người Ba Tư ở châu Âu.Bản mẫu:Self-published inline

### Người Celt

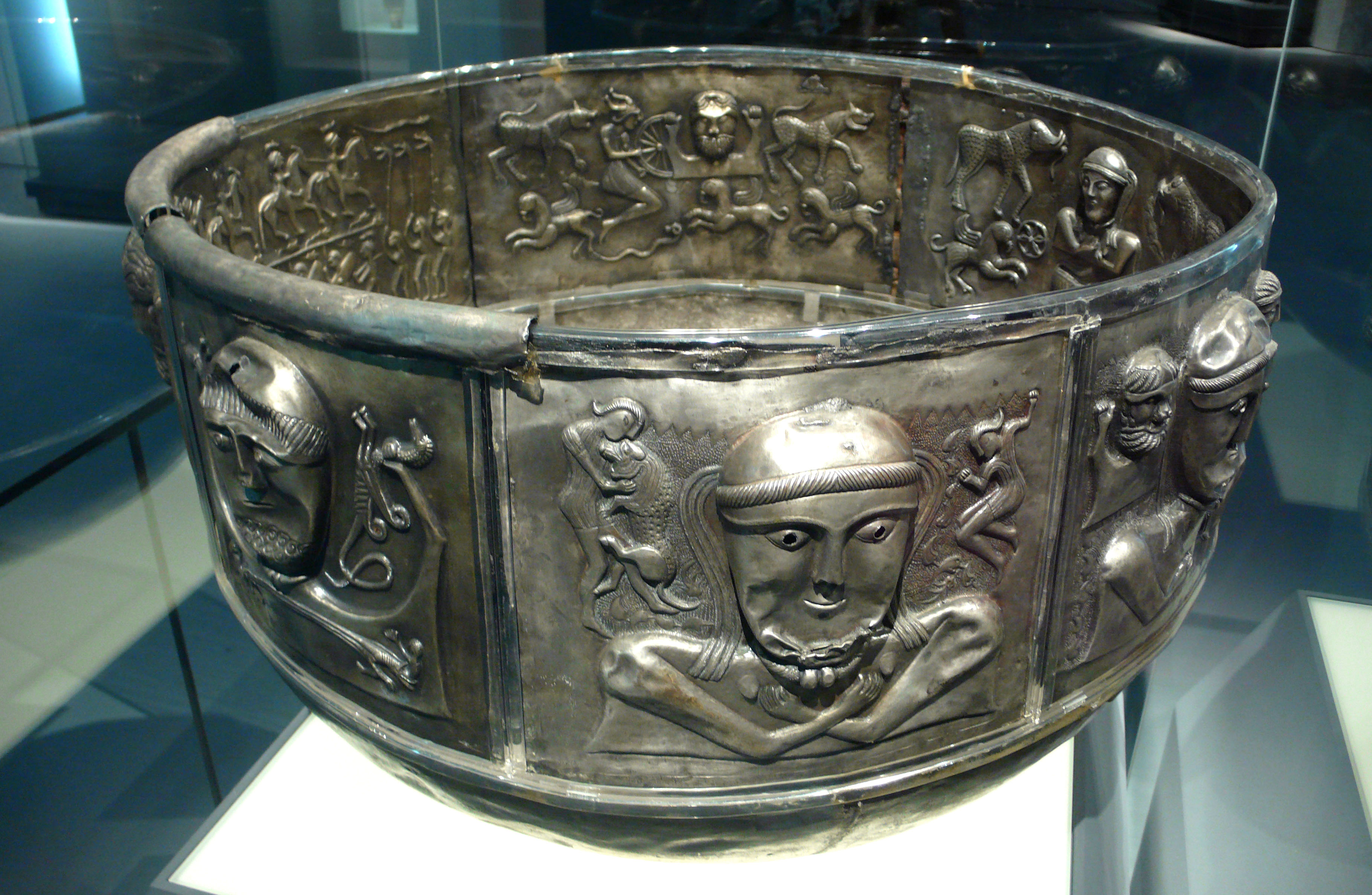
Chiếc vạc Gundestrup, ngày nay nằm trong Bảo tàng Quốc gia Đan Mạch ở Copenhagen

Vào năm 298 trước Công nguyên, các bộ lạc Celtic đã đến được vùng đất ngày nay là Bulgaria và đụng độ với lực lượng của vua Macedonian Cassander ở Núi Haemos (Stara Planina). Người Macedonia đã thắng trận, nhưng điều này không ngăn cản được bước tiến của người Celtic. Nhiều cộng đồng người Thracia, bị suy yếu bởi sự chiếm đóng của người Macedonia, đã rơi vào sự thống trị của người Celt.
Năm 279 trước Công nguyên, một trong những đội quân Celt, do Comontorius chỉ huy, đã tấn công Thrace và chinh phục thành công nó. Comontorius thành lập vương quốc Tylis ở vùng ngày nay là miền đông Bulgaria. Ngôi làng Tulovo ngày nay mang tên của vương quốc tồn tại tương đối ngắn ngủi này. Sự tương tác văn hóa giữa người Thracia và người Celt được chứng minh bằng một số vật phẩm có chứa các yếu tố của cả hai nền văn hóa, chẳng hạn như cỗ xe của Mezek và gần như chắc chắn là Gundestrup cauldron.
Tylis kéo dài cho đến năm 212 trước Công nguyên, khi người Thracia tìm cách giành lại vị trí thống trị của họ trong khu vực và giải tán nó. Các nhóm nhỏ người Celt sống sót ở Tây Bulgaria. Một trong những bộ tộc như vậy là  serdi , nơi bắt nguồn từ  Serdica  - tên cổ của Sofia -. Mặc dù người Celt vẫn ở Balkan trong hơn một thế kỷ, nhưng ảnh hưởng của họ trên bán đảo là rất khiêm tốn. Vào cuối thế kỷ thứ 3, một mối đe dọa mới đã xuất hiện đối với người dân vùng Thracia dưới hình dạng của Đế chế La Mã.

### Thời La Mã

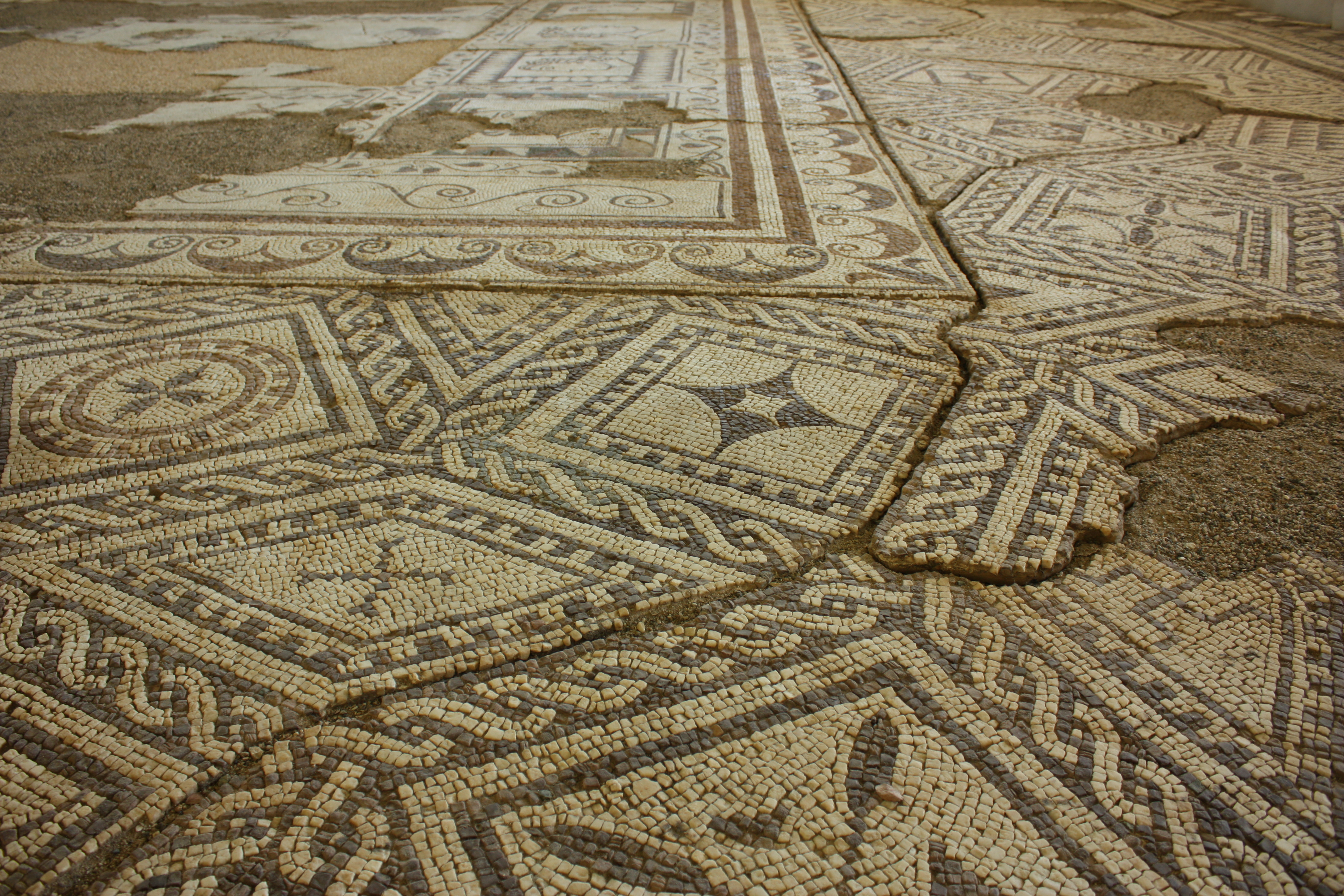
Tranh ghép La Mã ở Villa Armira gần Ivaylovgrad

Vào năm 188 TCN, người La Mã xâm lược Thrace, và chiến tranh tiếp tục cho đến năm 46 sau Công Nguyên khi La Mã cuối cùng chinh phục được khu vực. Vào năm 46 sau Công nguyên, người La Mã thành lập tỉnh Thracia. Đến thế kỷ thứ 4, người Thracia có một bản sắc bản địa tổng hợp, như "Người La Mã" người theo đạo Cơ đốc đã lưu giữ một số nghi lễ ngoại giáo cổ đại của họ. Thraco-Roman trở thành một nhóm thống trị trong khu vực, và cuối cùng đã mang lại cho một số chỉ huy quân sự và hoàng đế như Galerius và Constantine I Đại đế. Các trung tâm đô thị trở nên phát triển mạnh mẽ, đặc biệt là các lãnh thổ của Serdika, ngày nay là Sofia, do sự phong phú của các suối khoáng. Dòng người nhập cư từ khắp đế chế đã làm phong phú thêm cảnh quan văn hóa địa phương; những ngôi đền của Osiris và Isis đã được phát hiện gần bờ Biển Đen.

## Thời kỳ di cư (Thế kỷ III-Thế kỷ VII)
Khoảng trước năm 300 sau Công Nguyên, Diocletian tiếp tục chia Thracia thành bốn tỉnh nhỏ hơn. Cuối thế kỷ thứ 4, một nhóm người Goth đã đến miền bắc Bulgaria và định cư tại và xung quanh Nicopolis ad Istrum. Ở đó, giám mục Gothic Ulfilas đã dịch Kinh thánh từ tiếng Hy Lạp sang Gothic, tạo ra bảng chữ cái Gothic trong quá trình này. Đây là cuốn sách đầu tiên được viết bằng ngôn ngữ Đức, và vì lý do này mà ít nhất một nhà sử học gọi Ulfilas là "cha đẻ của văn học Đức". tu viện Cơ đốc giáo đầu tiên ở Châu Âu được thành lập vào năm 344 bởi Saint Athanasius gần ngày nay Chirpan theo sau Hội đồng Serdica.
Do tính chất nông thôn của người dân địa phương, sự kiểm soát của La Mã đối với khu vực vẫn còn yếu. Vào thế kỷ thứ 5, Huns của [Attila] đã tấn công các lãnh thổ của Bulgaria ngày nay và cướp phá nhiều khu định cư của người La Mã. Vào cuối thế kỷ thứ 6, Avars thường xuyên tổ chức các cuộc xâm lăng vào miền bắc Bulgaria, đây là bước mở đầu cho sự xuất hiện  en masse  của người Slav.
Trong suốt thế kỷ thứ 6, văn hóa Hy Lạp-La Mã truyền thống vẫn còn ảnh hưởng, nhưng triết học và văn hóa Cơ đốc giáo đã chiếm ưu thế và bắt đầu thay thế nó. Từ thế kỷ thứ 7, tiếng Hy Lạp trở thành ngôn ngữ chủ yếu trong chính quyền, Giáo hội và xã hội của Đế chế Đông La Mã, thay thế tiếng Latinh.

Các cuộc xâm lược kiểu Gothic 250-251
Các cuộc xâm lược Gothic 267-269
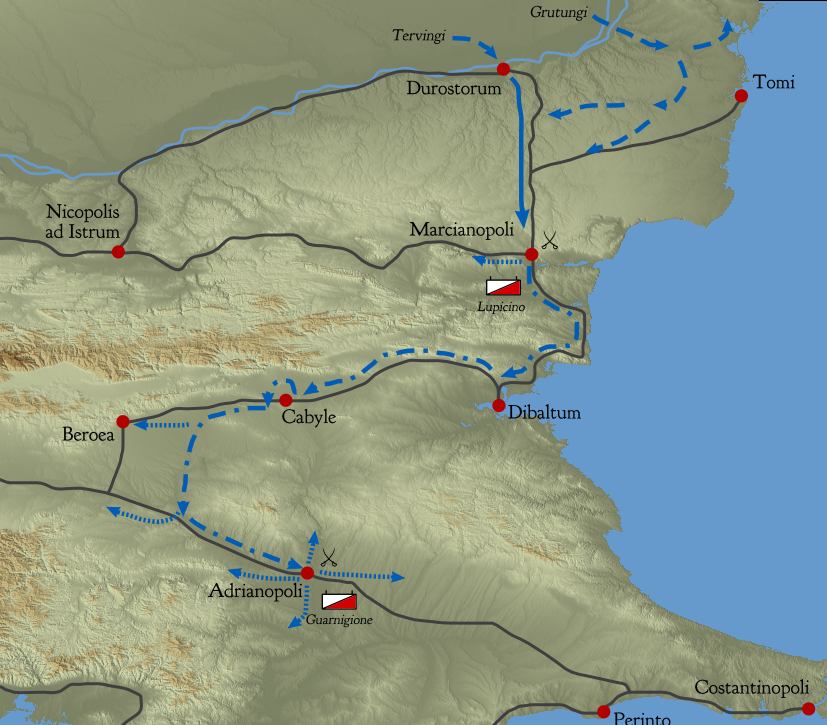
Các cuộc xâm lược Gothic 376-382

### Slavs
Người Slav xuất hiện từ quê hương ban đầu của họ (thường được cho là ở Đông Âu) vào đầu thế kỷ thứ 6 và lan sang hầu hết các nước phía đông Trung Âu, Đông Âu và Balkan, do đó hình thành ba các nhánh - Tây Slav, Đông Slav và Nam Slav. Người Nam Slav ở cực đông định cư trên lãnh thổ của Bulgaria hiện đại trong thế kỷ thứ 6.
Hầu hết những người Thracia cuối cùng đã được Hy Lạp hóa hoặc La Mã hóa, với những tàn dư cuối cùng còn sót lại ở những vùng hẻo lánh cho đến thế kỷ thứ 5. Một phần của Nam Slav phía đông đã đồng hóa hầu hết trong số họ, trước khi người Bulgar élite hợp nhất những dân tộc này vào Đế chế Bulgaria thứ nhất.

### Người Bulgar
Người Bulgar  (cũng là  Người Bolgar  hoặc  proto-Bulgarians ) là một dân tộc bán du mục thuộc Turkic, ban đầu từ Trung Á, những người từ thế kỷ thứ 2 trở đi đã sống ở thảo nguyên phía bắc của Caucasus và xung quanh bờ sông Volga (sau đó là Itil). Một nhánh của họ đã phát sinh ra Đế chế Bulgaria đầu tiên. Bulgars được điều hành bởi khans cha truyền con nối. Có một số gia đình quý tộc mà các thành viên, mang quân hàm, hình thành một giai cấp thống trị. Bulgars là đa thần, nhưng chủ yếu tôn thờ vị thần tối cao Tangra.

### Đại Bulgaria cổ

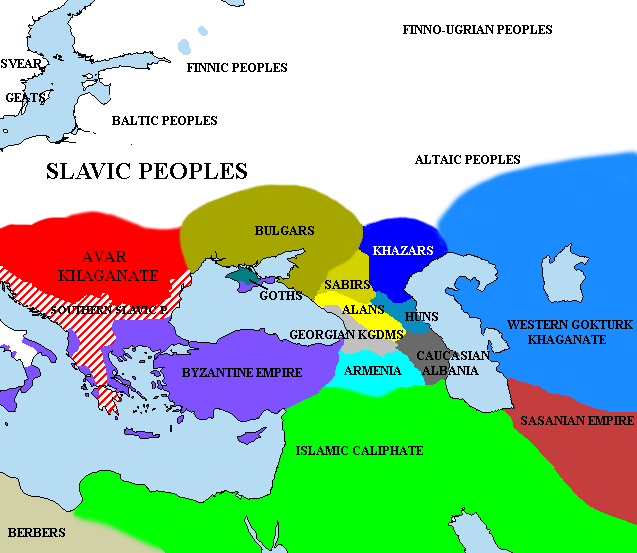
Bungari vĩ đại và các vùng lân cận, c. 650 AD

Năm 632, Khan Kubrat đã thống nhất ba bộ tộc Bulgar lớn nhất: Kutrigur, Utugur và Onogonduri, do đó hình thành đất nước mà ngày nay các nhà sử học gọi là Đại Bulgaria (còn được gọi là Onoguria). Quốc gia này nằm giữa hạ lưu sông Danube ở phía tây, Biển Đen và Biển Azov ở phía nam, sông Kuban ở phía đông và sông Donets ở phía bắc. Thủ đô là Phanagoria, trên Azov.
Năm 635, Kubrat ký một hiệp ước hòa bình với hoàng đế Heraclius của Đế chế Byzantine, mở rộng vương quốc Bulgar sang Balkans. Sau đó, Kubrat được Heraclius đăng quang với danh hiệu Người yêu nước. Vương quốc không bao giờ sống sót sau cái chết của Kubrat. Sau một số cuộc chiến với người Khazars, người Bulgar cuối cùng đã bị đánh bại và họ di cư xuống phía nam, phía bắc, và chủ yếu là phía tây vào vùng Balkan, nơi hầu hết các bộ tộc Bulgar khác đang sinh sống, là một nước chư hầu của Đế chế Byzantine. kể từ thế kỷ thứ 5.
Một trong những người kế vị Khan Kubrat, Kotrag đã lãnh đạo chín bộ lạc Bulgar về phía bắc dọc theo bờ sông Volga ở vùng đất ngày nay là Nga, tạo ra Vương quốc Bulga Volga vào cuối thế kỷ thứ 7. Vương quốc này sau đó đã trở thành trung tâm thương mại và văn hóa của phương bắc, vì nó đứng trên một vị trí rất chiến lược tạo ra sự độc quyền về thương mại giữa người Ả Rập, người Bắc Âu và người Avars. Volga Bulgars là những người đầu tiên từng đánh bại lũ Mông Cổ và bảo vệ châu Âu trong nhiều thập kỷ, nhưng sau vô số cuộc xâm lược của người Mông Cổ, Vương quốc của Volga Bulgars đã bị tiêu diệt và hầu hết công dân của nó bị giết hoặc bán làm nô lệ ở châu Á.
Một người kế vị khác của Khan Kubrat, Asparuh (anh trai của Kotrag) di chuyển về phía tây, chiếm đóng phía nam Bessarabia ngày nay. Sau một cuộc chiến thành công với Byzantium vào năm 680, hãn quốc của Asparuh đã chinh phục ban đầu Scythia Minor và được công nhận là một quốc gia độc lập theo hiệp ước ký kết với Đế quốc Byzantine năm 681. Năm đó thường là được coi là năm thành lập Bulgaria ngày nay và Asparuh được coi là nhà cai trị đầu tiên của Bulgaria. Một nhóm Bulgar khác, dẫn đầu bởi anh trai của Asparuh Kuber, đến định cư ở Pannonia và sau đó là Macedonia.)

## Đệ Nhất Đế quốc Bulgaria (681–1018)
Vào cuối Đế chế La Mã, một số tỉnh La Mã bao phủ lãnh thổ bao gồm Bulgaria ngày nay: Scythia (Scythia Minor), Moesia (Thượng và Hạ), Thrace, Macedonia (Thứ nhất và Thứ hai), Dacia (Ven biển và Nội địa, cả phía nam Danube), Dardania, Rhodope và Haemismontus, đồng thời có dân số hỗn hợp người Hy Lạp Byzantine, người Thracia và người da đỏ, hầu hết đều nói tiếng Hy Lạp hoặc các biến thể của Vulgar Latin. Một số làn sóng di cư Slav liên tiếp trong suốt thế kỷ thứ 6 và đầu thế kỷ thứ 7 đã dẫn đến sự thay đổi đáng kể về nhân khẩu học của khu vực và gần như hoàn toàn Slavicisation.

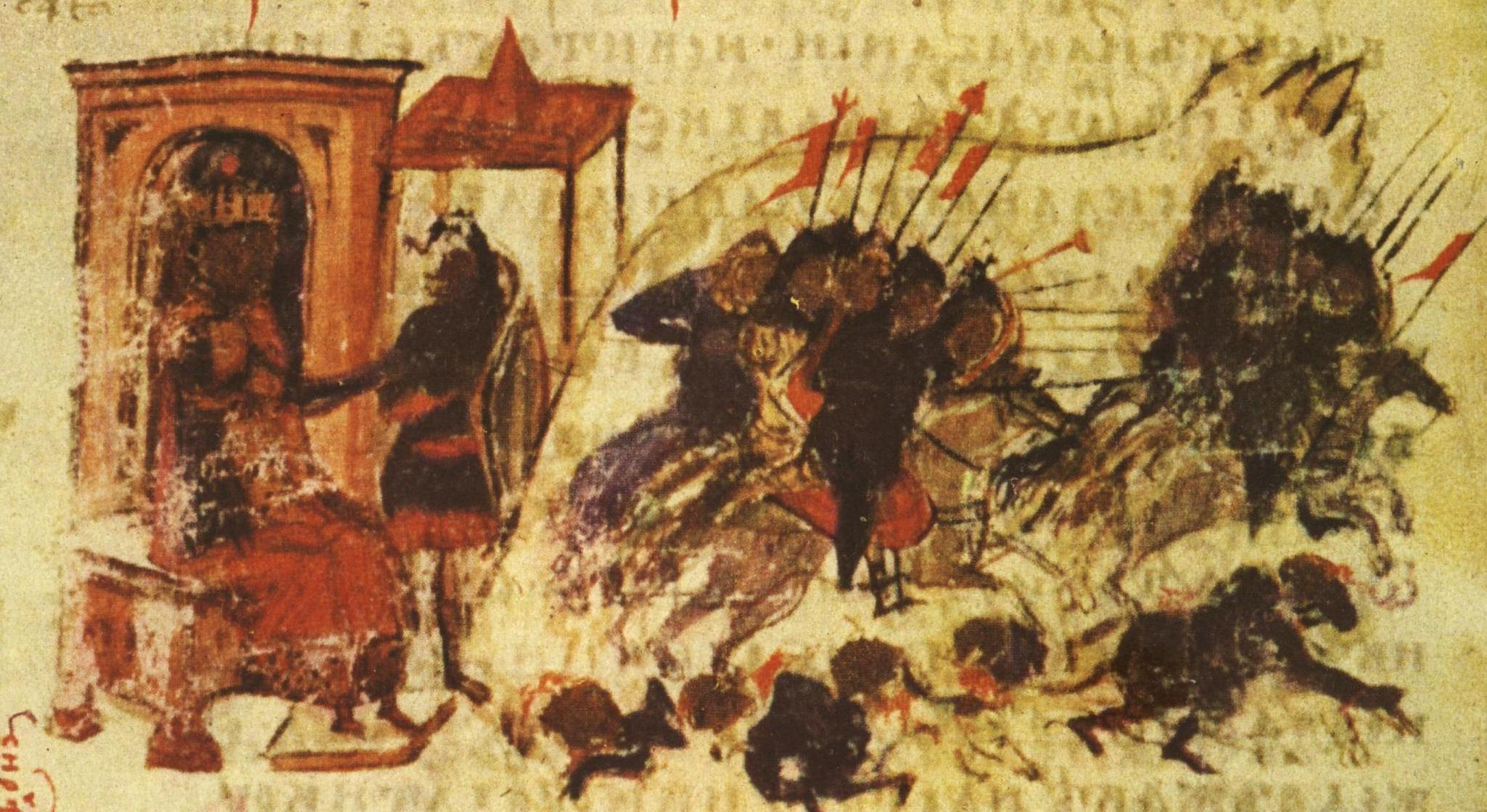
Thu nhỏ 47 từ Constantine Manasses Chronicle, thế kỷ 14: Người Ả Rập tấn công Constantinople dưới thời trị vì của hoàng đế Leo III.

Sau thời trị vì của Asparuh, con trai ông và người thừa kế Tervel, trở thành người cai trị. Vào đầu thế kỷ thứ 8, hoàng đế Byzantine Justinian II yêu cầu Khan Tervel giúp đỡ trong việc khôi phục ngai vàng của mình, nhờ đó Tervel đã nhận được vùng Zagore từ Đế chế và được trả một số lượng lớn vàng. Anh cũng nhận được danh hiệu Byzantine " Caesar ". Nhiều năm sau, hoàng đế quyết định phản bội và tấn công Bulgaria, nhưng quân đội của ông đã bị nghiền nát trong trận chiến Anhialo. Sau cái chết của Justinian II, người Bulgaria tiếp tục cuộc thập tự chinh của họ chống lại đế chế và vào năm 716, họ đến Constantinople. Mối đe dọa của cả người Bulgaria và người Ả Rập đe dọa ở phía đông, buộc tân hoàng Theodosius III, phải ký một hiệp ước hòa bình với Tervel. Người kế vị, Leo III the Isaurian phải đối phó với đội quân 100.000 người Ả Rập do [[Maslama ibn Abd al-Malik] chỉ huy] và đội tàu 2.500 tàu đang vây hãm Constantinople vào năm 717. Dựa vào hiệp ước của mình với Bulgaria, hoàng đế yêu cầu Khan Tervel giúp ông đối phó với cuộc xâm lược của người Ả Rập. Tervel chấp nhận và người Ả Rập bị tàn sát bên ngoài các bức tường của thành phố. Hạm đội bị thiệt hại nặng nề với sự trợ giúp của lửa Hy Lạp. Các tàu còn lại bị phá hủy bởi một cơn bão, trong một nỗ lực chạy trốn. Vậy là Cuộc vây hãm Constantinople lần thứ hai của Ả Rập đã kết thúc. Sau triều đại của Tervel, các nhà cầm quyền thường xuyên có những thay đổi, dẫn đến bất ổn và khủng hoảng chính trị.
Nhiều thập kỷ sau, vào năm 768, Khan Telerig của nhà Dulo, cai trị Bulgaria. Chiến dịch quân sự của ông chống lại Constantine V vào năm 774, được chứng minh là không thành công. Xúc động với thành công chống lại Telerig, Hoàng đế Byzantine đã điều động một hạm đội 2.000 tàu chở đầy kỵ mã. Cuộc thám hiểm này đã được chứng minh là một thất bại, vì gió phương bắc mạnh gần Mesembria. Telerig nhận thức được sự hiện diện ngày càng nhiều của các điệp viên ở thủ đô Pliska. Để giảm bớt ảnh hưởng của người Byzantine này, anh ta đã gửi một lá thư cho hoàng đế, trong đó anh ta yêu cầu được ẩn náu ở Constantinople và muốn biết gián điệp Byzantine nào có thể giúp anh ta. Biết tên của họ, anh ta giết mọi đại lý trong thủ đô. Sự cai trị của ông đã đánh dấu sự kết thúc của cuộc khủng hoảng chính trị.
Dưới sự dẫn dắt của chiến binh Khan Krum (802–814), Bulgaria đã mở rộng theo hướng tây bắc và nam, chiếm các vùng đất giữa sông Danube ở giữa và sông Moldova, tất cả ngày nay [ [Romania]], Sofia vào năm 809 và Adrianople vào năm 813, và đe dọa chính Constantinople. Krum thực hiện cải cách luật nhằm mục đích giảm nghèo và tăng cường quan hệ xã hội trong quốc gia rộng lớn của mình.
Trong thời trị vì của Khan Omurtag (814–831), ranh giới phía tây bắc với Đế chế Frankish đã được định cư vững chắc dọc theo sông Danube giữa. Một cung điện tráng lệ, những ngôi đền ngoại giáo, nơi ở của người cai trị, pháo đài, thành quách, đường ống dẫn nước và nhà tắm đã được xây dựng ở thủ đô của Bulgaria Pliska, chủ yếu bằng đá và gạch.
Omurtag theo đuổi chính sách đàn áp những người theo đạo Thiên chúa. Menologion of Basil II, tôn vinh Hoàng đế Basil II cho thấy ông là một chiến binh bảo vệ Kitô giáo Chính thống chống lại các cuộc tấn công của Đế chế Bulgaria, người có các cuộc tấn công vào người theo đạo Cơ đốc được minh họa bằng hình ảnh.

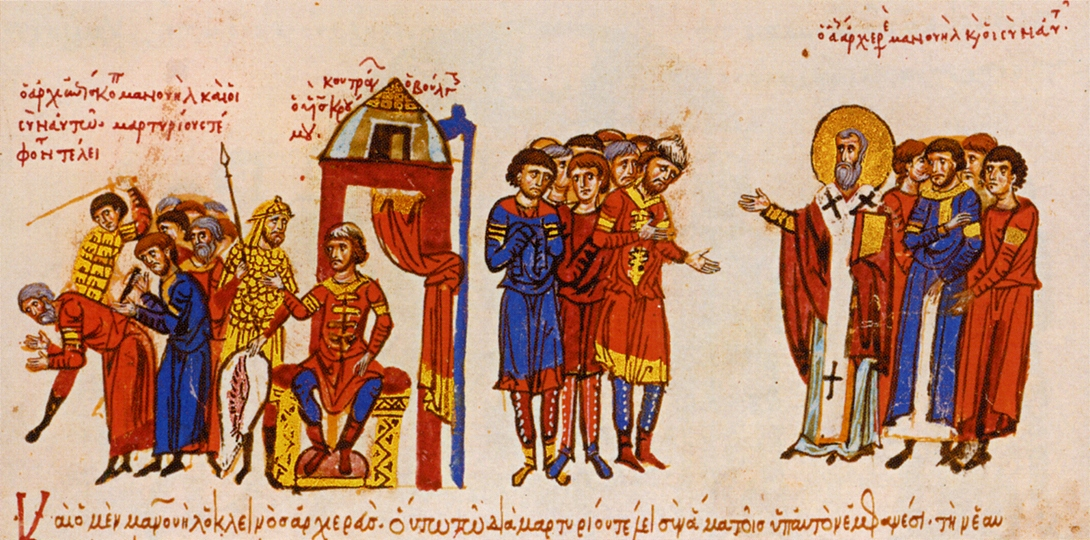
Omurtag ra lệnh giết người theo đạo Cơ đốc

### Cơ đốc hóa
Dưới thời Boris I, Bulgaria chính thức trở thành Cơ đốc giáo, và Thượng phụ Đại kết đã đồng ý cho phép một Tổng giám mục Bulgaria tự trị tại Pliska. Các nhà truyền giáo từ Constantinople, Cyril và Methodius, đã nghĩ ra Bảng chữ cái Glagolitic, được sử dụng tại Đế quốc Bulgaria vào khoảng năm 886. Bảng chữ cái và ngôn ngữ Old Bulgaria phát triển từ Slavonic đã phát sinh ra một hoạt động văn học và văn hóa phong phú tập trung xung quanh Preslav và Trường Văn học Ohrid, được thành lập theo lệnh của Boris I vào năm 886.

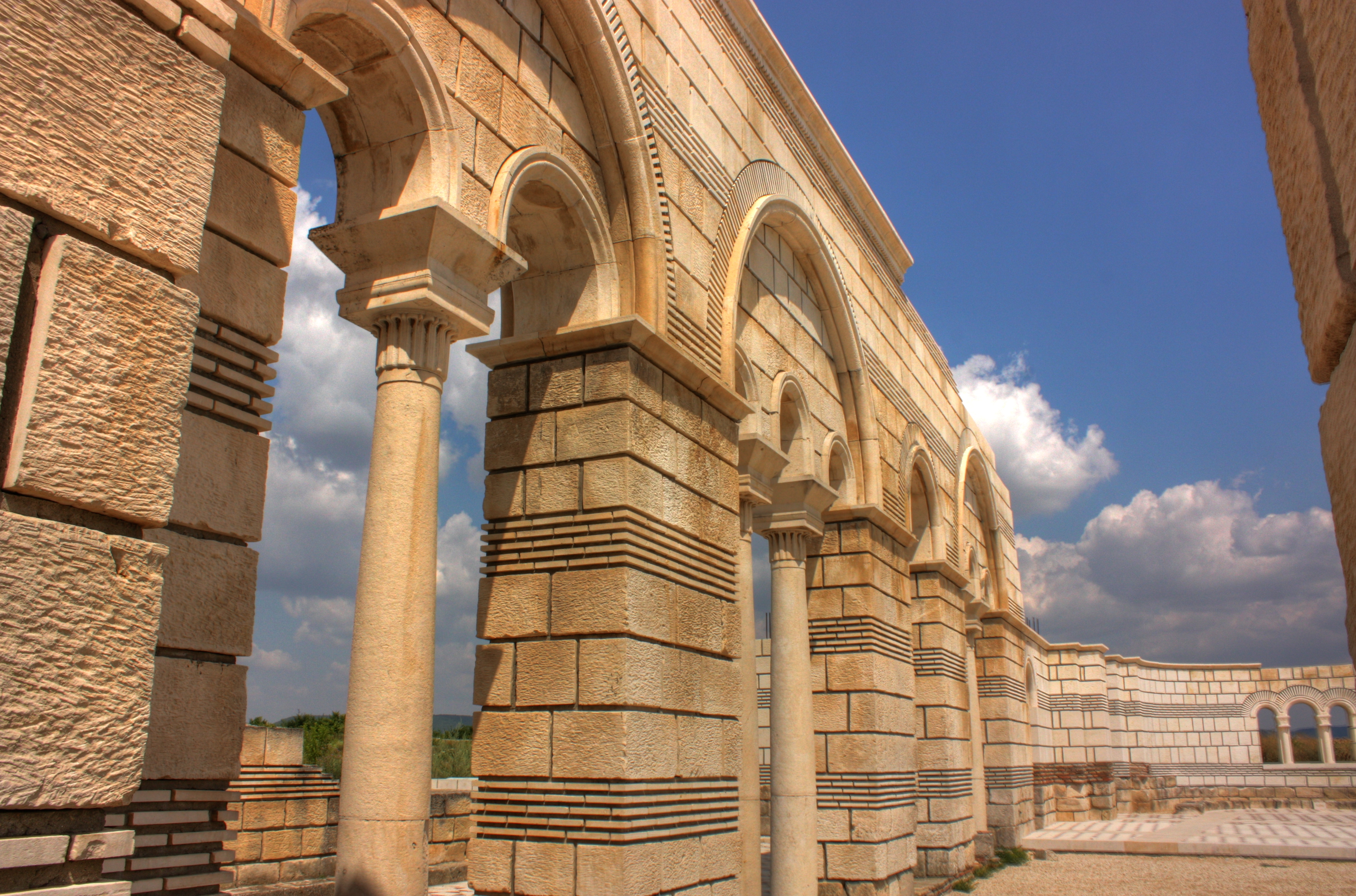
Tàn tích của Pliska, thủ đô của Đế chế Bulgaria đầu tiên từ năm 680 đến năm 893

Vào đầu thế kỷ thứ 9, một bảng chữ cái mới - Cyrillic - đã được phát triển tại Trường Văn học Preslav, phỏng theo Bảng chữ cái Glagolitic được phát minh bởi Thánh Cyril và Methodius. Một giả thuyết khác là bảng chữ cái đã được Saint Climent of Ohrid, một học giả người Bulgaria và là đệ tử của Cyril và Methodius, nghĩ ra tại Trường Văn học Ohrid.
Vào cuối thế kỷ 9 và đầu thế kỷ 10, Bulgaria mở rộng đến Epirus và Thessaly ở phía nam, Bosnia ở phía tây và kiểm soát toàn bộ Romania ngày nay và phía đông Hung Nô về phương bắc đoàn tụ với cội nguồn xưa. Một nhà nước Serbia ra đời như một phụ thuộc của Đế chế Bulgaria. Dưới thời Sa hoàng Simeon I of Bulgaria (Simeon Đại đế), người được đào tạo tại Constantinople, Bulgaria lại trở thành mối đe dọa nghiêm trọng đối với Đế chế Byzantine. Chính sách tích cực của ông là nhằm thay thế Byzantium trở thành đối tác chính của các chính thể du mục trong khu vực. Bằng cách lật đổ các nguyên tắc ngoại giao và văn hóa chính trị của người Byzantine, Simeon đã biến vương quốc của chính mình thành một nhân tố cấu trúc xã hội trong thế giới du mục.
Simeon hy vọng chiếm được Constantinople và trở thành hoàng đế của cả người Bulgari và người Hy Lạp, đồng thời chiến đấu với một loạt cuộc chiến với người Byzantine trong suốt thời gian trị vì lâu dài của ông (893–927). Vào cuối thời kỳ cai trị của ông, mặt trận đã đến được với Peloponnese ở phía nam, khiến nó trở thành quốc gia hùng mạnh đương thời Đông Nam Âu. Simeon tự xưng là "Sa hoàng (Caesar) của người Bulgaria và người La Mã", một tước hiệu được Giáo hoàng công nhận, nhưng không phải của Hoàng đế Byzantine. Thủ đô Preslav được cho là đối thủ của Constantinople, Giáo hội Chính thống giáo Bulgaria độc lập mới trở thành tộc trưởng mới đầu tiên bên cạnh các bản dịch Pentarchy và tiếng Bungari của các văn bản Cơ đốc giáo được lan truyền trên Slav thế giới của thời gian.
Sau cái chết của Simeon, Bulgaria bị suy yếu bởi các cuộc chiến bên ngoài và bên trong với người Croatia, người Magyars, Pecheneg và Serb và sự lan rộng của Bogomil heresy. Hai cuộc xâm lược Rus' và Byzantine liên tiếp dẫn đến việc quân đội Byzantine chiếm giữ thủ đô Preslav vào năm 971. Dưới thời Samuil, Bulgaria đã phần nào phục hồi sau những cuộc tấn công này và tìm cách chinh phục Serbia và Duklja.
Năm 986, hoàng đế Byzantine Basil II tiến hành một chiến dịch chinh phục Bulgaria. Sau một cuộc chiến kéo dài vài thập kỷ, ông đã gây ra một thất bại quyết định trước người Bulgaria vào năm 1014 và hoàn thành chiến dịch 4 năm sau đó. Vào năm 1018, sau cái chết của Sa hoàng Bulgaria cuối cùng - Ivan Vladislav, phần lớn giới quý tộc của Bulgaria đã chọn gia nhập Đế chế Đông La Mã. Tuy nhiên, Bulgaria đã mất độc lập và vẫn chịu sự chi phối của Byzantium trong hơn một thế kỷ rưỡi. Với sự sụp đổ của nhà nước, nhà thờ Bulgaria rơi vào sự thống trị của giáo hội Byzantine, người nắm quyền kiểm soát Tổng giám mục Ohrid.

## Bulgaria dưới ách thống trị Byzantine (1018–1185)

Các đơn vị hành chính của Đế chế Byzantine ở Balkans c. 1045

Không có bằng chứng nào về sự phản kháng lớn hoặc bất kỳ cuộc nổi dậy nào của dân chúng hoặc giới quý tộc Bulgaria trong thập kỷ đầu tiên sau khi chế độ Byzantine được thành lập. Với sự tồn tại của những đối thủ không thể hòa giải đối với người Byzantine như Krakra, Nikulitsa, Dragash và những người khác, sự thụ động rõ ràng như vậy có vẻ khó giải thích. Một số nhà sử học
giải thích điều này là hệ quả của những nhượng bộ mà Basil II dành cho giới quý tộc Bulgaria để đạt được lòng trung thành của họ.
Basil II đảm bảo sự không thể chia cắt của Bulgaria trong các biên giới địa lý trước đây của nó và không chính thức xóa bỏ chế độ địa phương của giới quý tộc Bulgaria, những người đã trở thành một phần của tầng lớp quý tộc Byzantine với tư cách là archon hoặc chiến lược. Thứ hai, các điều lệ đặc biệt (sắc lệnh hoàng gia) của Basil II đã công nhận autocephaly của Tổng giám mục Ohrid của Bulgaria và thiết lập ranh giới của nó, đảm bảo sự tiếp tục của giáo phận đã tồn tại dưới thời Samuil, tài sản của họ và các đặc quyền khác.
Sau cái chết của Basil II, đế chế bước vào thời kỳ bất ổn. Năm 1040, Peter Delyan tổ chức một cuộc nổi dậy quy mô lớn, nhưng không khôi phục được nhà nước Bulgaria và bị giết. Ngay sau đó, Vương triều Komnenos lên kế vị và ngăn chặn sự suy tàn của đế chế. Trong thời gian này, bang Byzantine trải qua một thế kỷ ổn định và tiến bộ.
Năm 1180, người cuối cùng của Komnenoi có năng lực, Manuel I Komnenos, chết và được thay thế bởi triều đại Angeloi tương đối kém năng lực, cho phép một số quý tộc Bulgaria tổ chức một cuộc nổi dậy. Năm 1185, Peter và Asen, những quý tộc hàng đầu có nguồn gốc từ Bulgaria, Cuman, Vlach hoặc hỗn hợp, đã lãnh đạo một cuộc nổi dậy chống lại sự cai trị của Byzantine và Peter tuyên bố mình là Sa hoàng Peter II. Năm sau, người Byzantine buộc phải công nhận nền độc lập của Bulgaria. Peter tự phong cho mình là "Sa hoàng của Bulgars, Hy Lạp và Wallachia".

## Đệ nhị Đế chế Bulgaria (1185–1396)

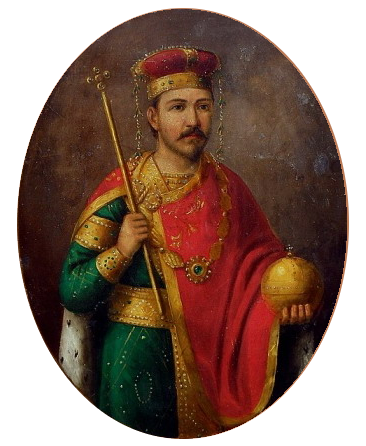
Ivan Asen II

Bulgaria hồi sinh đã chiếm đóng lãnh thổ giữa Biển Đen, Danube và Stara Planina, bao gồm một phần phía đông Macedonia, Belgrade và thung lũng của Morava. Nó cũng kiểm soát Wallachia  Sa hoàng Kaloyan (1197–1207) tham gia liên minh với Giáo hoàng, do đó đảm bảo được công nhận danh hiệu "Rex]" mặc dù ông muốn được công nhận là "Hoàng đế "hoặc" Sa hoàng "của người Bulgari và Vlach. Ông đã tiến hành các cuộc chiến tranh trên Đế chế Byzantine và (sau năm 1204) với các Hiệp sĩ của Cuộc thập tự chinh lần thứ tư, chinh phục phần lớn của Thrace, Rhodopes, Bohemia và Moldovia như cũng như toàn bộ Macedonia.
Trong Battle of Adrianople năm 1205, Kaloyan đã đánh bại lực lượng của Latin Empire và do đó đã hạn chế sức mạnh của nó ngay từ năm đầu tiên thành lập. Sức mạnh của người Hungary và ở một mức độ nào đó của người Serb đã ngăn cản sự mở rộng đáng kể về phía tây và tây bắc. Dưới thời Ivan Asen II (1218–1241), Bulgaria một lần nữa trở thành cường quốc trong khu vực, chiếm đóng Belgrade và Albania. Trong một bia ký từ Turnovo năm 1230, ông tự xưng là "Trong Chúa Kitô, Sa hoàng trung thành và chuyên quyền của người Bulgari, con trai của Asen cũ".
Giáo chủ Chính thống giáo của Bulgaria được khôi phục vào năm 1235 với sự chấp thuận của tất cả các Tòa Thượng phụ phía đông, do đó đặt dấu chấm hết cho sự hợp nhất với Giáo hoàng. Ivan Asen II nổi tiếng là một nhà cai trị khôn ngoan và nhân đạo, ông đã mở rộng quan hệ với phương Tây Công giáo, đặc biệt là Venice và Genoa, để giảm bớt ảnh hưởng của người Byzantine đối với đất nước của ông. Tarnovo trở thành một trung tâm kinh tế và tôn giáo lớn — một "La Mã thứ ba", không giống như Constantinople vốn đã suy tàn. Là  Simeon Đại đế trong thời kỳ đế chế đầu tiên, Ivan Asen II đã mở rộng lãnh thổ đến bờ biển của ba biển (Adriatic, Aegean và [[Biển Đen | Đen] ]), sát nhập Medea - pháo đài cuối cùng trước các bức tường của Constantinople, bao vây thành phố không thành công vào năm 1235 và khôi phục lại thành phố bị phá hủy từ năm 1018 Tòa Thượng phụ Bulgaria.
Sức mạnh kinh tế và quân sự của đất nước suy giảm sau khi triều đại Asen kết thúc vào năm 1257, đối mặt với các cuộc xung đột nội bộ, các cuộc tấn công liên tục của người Byzantine và Hungary và sự thống trị của Mông Cổ. Sa hoàng Teodore Svetoslav (trị vì 1300–1322) đã khôi phục uy tín của Bulgaria từ năm 1300 trở đi, nhưng chỉ là tạm thời. Bất ổn chính trị tiếp tục gia tăng, và Bulgaria dần dần bắt đầu mất lãnh thổ. Điều này dẫn đến một cuộc nổi dậy của nông dân do người chăn cừu Ivaylo lãnh đạo, người cuối cùng đã đánh bại lực lượng của Sa hoàng và lên ngôi.

### Các cuộc xâm lăng của Ottoman
Một nước Bulgaria suy yếu vào thế kỷ 14 phải đối mặt với một mối đe dọa mới từ phía nam, Ottoman Turks, người đã xâm nhập vào châu Âu vào năm 1354. Đến năm 1371, sự chia rẽ phe phái giữa các địa chủ phong kiến và sự lan rộng Chủ nghĩa Bogomil đã khiến Đế chế Bulgaria thứ hai chia thành ba tsardoms nhỏ - Vidin, Tarnovo và Karvuna - và một số chính quyền bán độc lập đã chiến đấu với nhau, và cả với người Byzantine, người Hungary, người Serb, Venice và Genoese.
Người Ottoman ít phải đối mặt với sự kháng cự từ các quốc gia Bulgaria bị chia rẽ và yếu ớt này. Năm 1362 họ chiếm Philippopolis (Plovdiv), và năm 1382 họ chiếm Sofia. Người Ottoman sau đó chuyển sự chú ý của họ sang người Serb, những người mà họ đánh bại trong Kosovo Polje vào năm 1389. Năm 1393, người Ottoman chiếm Tarnovo sau một cuộc bao vây kéo dài ba tháng. Năm 1396, Sa hoàng của Vidin cũng bị xâm lược, đưa Đế chế Bulgaria thứ hai và nền độc lập của Bulgaria chấm dứt.

## Bulgaria dưới sự cai trị của Ottoman (1396–1878)
Năm 1393, quân Ottoman chiếm được Tarnovo, thủ đô của Đế chế Bulgaria thứ hai, sau một cuộc vây hãm kéo dài ba tháng. Năm 1396, Vidin Tsardom thất thủ sau thất bại của một thập tự chinh của một Cơ đốc nhân trong Trận chiến Nicopolis. Với điều này, người Ottoman cuối cùng đã khuất phục và chiếm đóng Bulgaria.

Một cuộc thập tự chinh Ba Lan - Hungary do Władysław III của Ba Lan chỉ huy đã lên đường giải phóng Bulgaria và vùng Balkan vào năm 1444, nhưng người Thổ Nhĩ Kỳ đã giành chiến thắng trong trận chiến Varna .

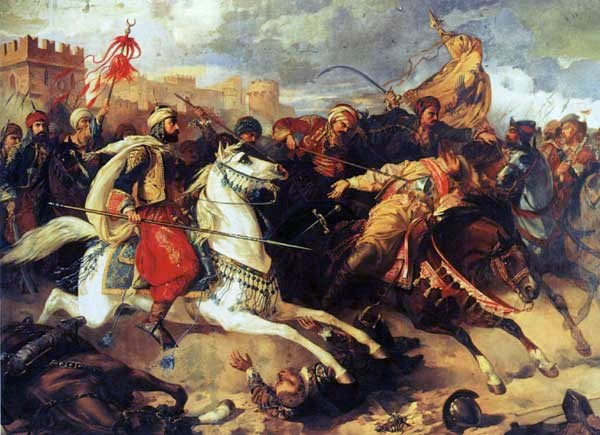
The Battle of Varna của Stanislav Chelebowski

Các nhà chức trách mới đã phá dỡ các tổ chức của Bulgaria và sáp nhập Nhà thờ Bulgaria riêng biệt vào Tòa Thượng phụ Đại kết ở Constantinople (mặc dù một tổng giám mục người Bulgaria nhỏ, mắc chứng tự kỷ của Ohrid vẫn sống sót cho đến tháng 1 năm 1767). Chính quyền Thổ Nhĩ Kỳ đã phá hủy hầu hết các pháo đài thời Trung cổ của Bulgaria để ngăn chặn các cuộc nổi loạn. Các thị trấn lớn và các khu vực mà Ottoman chiếm ưu thế vẫn bị giảm dân số nghiêm trọng cho đến thế kỷ 19.
Người Ottoman thường không yêu cầu những người theo đạo Thiên chúa phải trở thành tín đồ Hồi giáo. Tuy nhiên, đã có nhiều trường hợp cưỡng bức Hồi giáo hóa cá nhân hoặc hàng loạt, đặc biệt là ở Rhodopes. Những người Bulgaria đã cải sang đạo Hồi, Pomaks, vẫn giữ lại ngôn ngữ, cách ăn mặc và một số phong tục của Bulgaria tương thích với đạo Hồi..
Hệ thống Ottoman bắt đầu suy giảm vào thế kỷ 17 và vào cuối thế kỷ 18 đã sụp đổ hoàn toàn. Chính quyền trung ương suy yếu trong nhiều thập kỷ và điều này đã cho phép một số người Ottoman sở hữu các điền trang lớn thiết lập quyền lực cá nhân trên các vùng riêng biệt. Trong hai thập kỷ cuối của thế kỷ 18 và đầu tiên của thế kỷ 19, bán đảo Balkan đã biến mất trong tình trạng vô chính phủ ảo.
Truyền thống Bulgaria gọi thời kỳ này là  kurdjaliistvo : các ban nhạc vũ trang của người Thổ Nhĩ Kỳ được gọi là  kurdjalii  đã gây khó khăn cho khu vực. Ở nhiều vùng, hàng ngàn nông dân chạy trốn khỏi vùng nông thôn hoặc đến các thị trấn địa phương hoặc (phổ biến hơn) lên những ngọn đồi hoặc khu rừng; một số thậm chí còn chạy trốn khỏi Danube đến Moldova, Wallachia hoặc miền nam Nga. Sự suy tàn của chính quyền Ottoman cũng cho phép dần dần phục hưng văn hóa Bulgaria, trở thành một thành phần quan trọng trong hệ tư tưởng giải phóng dân tộc.

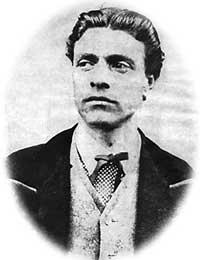
Vasil Levski, nhân vật chủ chốt của phong trào cách mạng và anh hùng dân tộc của Bulgaria

Điều kiện dần dần được cải thiện ở một số khu vực nhất định vào thế kỷ 19. Một số thị trấn - chẳng hạn như Gabrovo, Tryavna, Karlovo, Koprivshtitsa, Lovech, Skopie - thịnh vượng. Nông dân Bulgaria thực sự sở hữu đất đai của họ, mặc dù nó chính thức thuộc về nhà vua. Thế kỷ 19 cũng mang lại sự cải thiện về thông tin liên lạc, vận tải và thương mại. Nhà máy đầu tiên ở vùng đất Bungari được mở ở Sliven vào năm 1834 và hệ thống đường sắt đầu tiên bắt đầu chạy (giữa Rousse] và Varna) vào năm 1865.
Chủ nghĩa dân tộc ở Bulgaria nổi lên vào đầu thế kỷ 19 dưới ảnh hưởng của các tư tưởng phương Tây như chủ nghĩa tự do và chủ nghĩa dân tộc, tràn vào đất nước sau Cách mạng Pháp, chủ yếu qua Hy Lạp. Cuộc nổi dậy của người Hy Lạp chống lại người Ottoman bắt đầu vào năm 1821 cũng ảnh hưởng đến tầng lớp giáo dục nhỏ bé ở Bulgaria. Nhưng ảnh hưởng của Hy Lạp bị hạn chế bởi sự phẫn nộ nói chung của người Bulgaria đối với sự kiểm soát của Hy Lạp đối với Nhà thờ Bulgaria và đó là cuộc đấu tranh để hồi sinh một Giáo hội Bulgaria độc lập, điều đầu tiên đã khơi dậy tình cảm dân tộc của người Bulgaria.
Vào năm 1870, một Công ty trao đổi Bungari được thành lập bởi một công ty và Người đầu tiên của Bulgary Exarch, Antim I, trở thành nhà lãnh đạo tự nhiên của quốc gia mới nổi. Thượng phụ Constantinople đã phản ứng bằng excommunicating Exarchate người Bulgaria, điều này đã củng cố ý chí độc lập của họ. Một cuộc đấu tranh để giải phóng chính trị khỏi Đế chế Ottoman đã nổi lên khi đối mặt với Ủy ban Trung ương Cách mạng Bungari và Tổ chức Cách mạng Nội bộ do những nhà cách mạng tự do như Vasil Levski, [[Hristo Botev] ] và Lyuben Karavelov.

### Khởi nghĩa tháng Tư và Chiến tranh Nga-Thổ Nhĩ Kỳ (những năm 1870)

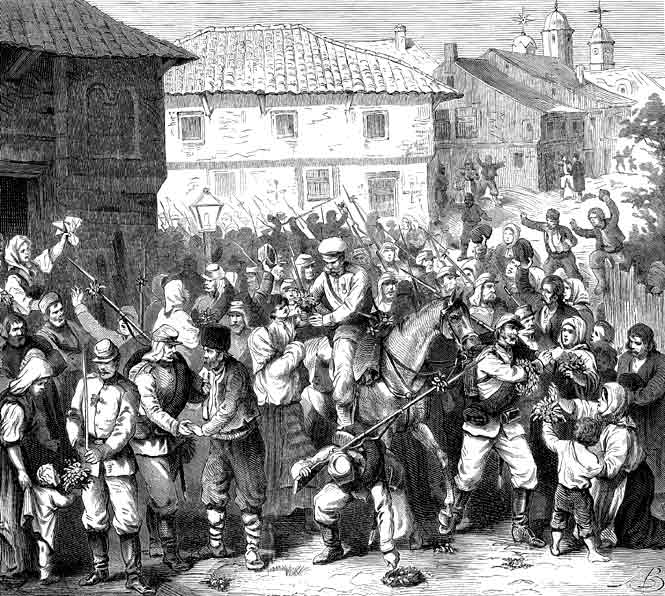
Năm 1877, tướng Nga Iosif Gurko giải phóng Veliko Tarnovo, chấm dứt sự cai trị kéo dài 480 năm của Đế chế Ottoman.

Vào tháng 4 năm 1876, người Bulgaria nổi dậy trong Khởi nghĩa tháng Tư. Cuộc nổi dậy được tổ chức kém và bắt đầu trước ngày dự định. Nó chủ yếu giới hạn trong khu vực Plovdiv, mặc dù một số quận ở phía bắc Bulgaria, ở Macedonia, và trong khu vực Sliven cũng tham gia. Cuộc nổi dậy đã bị người Ottoman đè bẹp, những người đưa quân không thường xuyên (bashi-bazouk] đến từ bên ngoài khu vực. Vô số ngôi làng bị cướp phá và hàng chục nghìn người bị thảm sát, phần lớn trong số họ ở các thị trấn nổi dậy Batak, Perushtitsa và Bratsigovo, tất cả đều nằm trong khu vực Plovdiv.

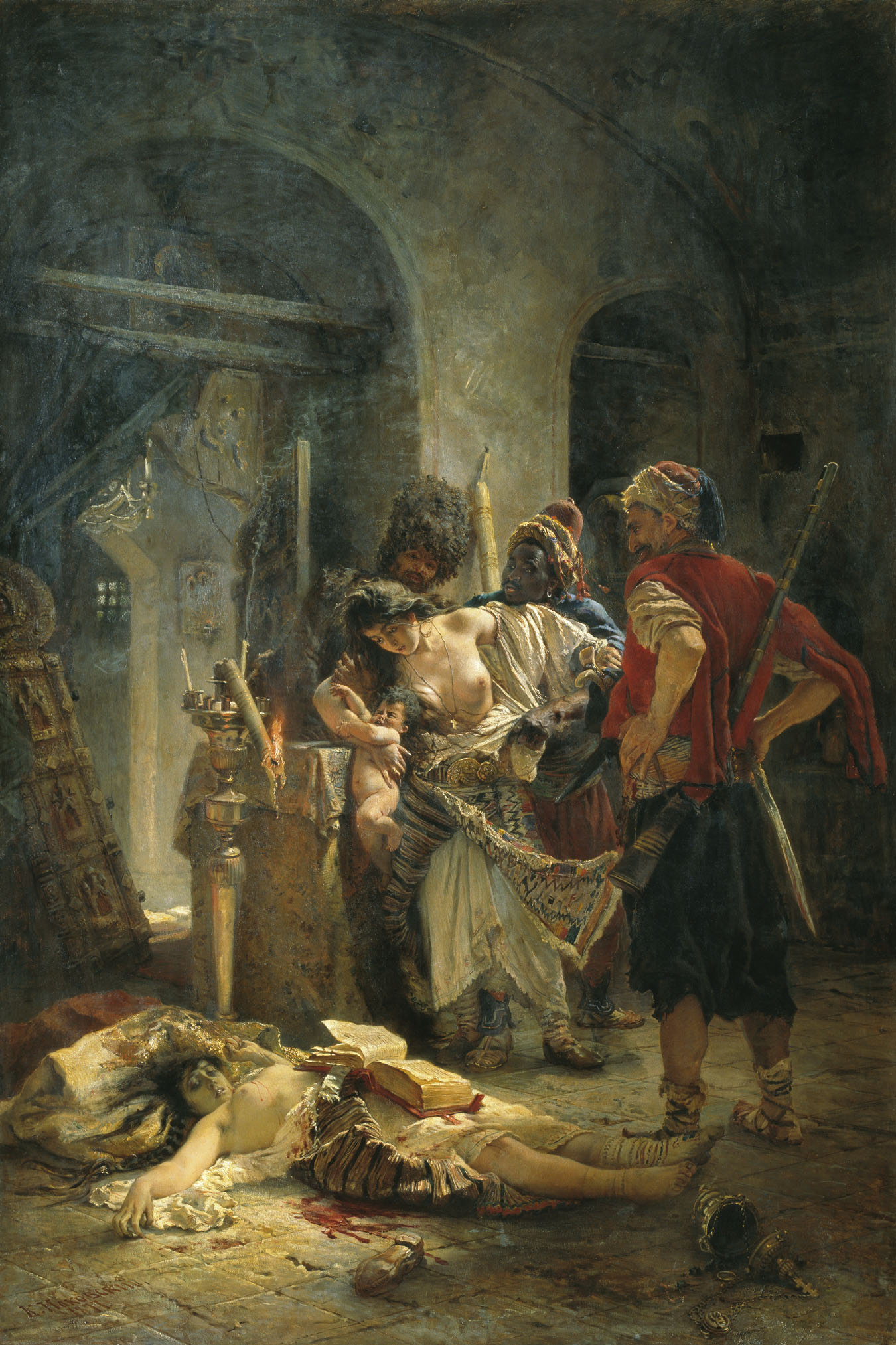
"Các liệt sĩ người Bulgaria" của Konstantin Makovsky

Các vụ thảm sát đã gây ra phản ứng rộng rãi trong cộng đồng những người châu Âu tự do như William Ewart Gladstone, những người đã phát động chiến dịch chống lại "Sự kinh hoàng của người Bulgaria". Chiến dịch được sự ủng hộ của nhiều trí thức và công chúng châu Âu. Tuy nhiên, phản ứng mạnh nhất đến từ Nga. Sự phản đối kịch liệt của công chúng mà Cuộc nổi dậy tháng Tư đã gây ra ở châu Âu đã dẫn đến Hội nghị Constantinople của Các cường quốc vào năm 1876–77.
Việc Thổ Nhĩ Kỳ từ chối thực hiện các quyết định của hội nghị đã tạo cơ hội cho Nga được chờ đợi từ lâu để thực hiện các mục tiêu dài hạn của mình đối với Đế chế Ottoman. Với danh tiếng của mình đang bị đe dọa, Nga tuyên chiến với người Ottoman vào tháng 4 năm 1877. Người Bulgaria cũng chiến đấu bên cạnh những người Nga tiến bộ. Nga thành lập chính phủ lâm thời ở Bulgaria. Quân đội Nga và quân đội Bungari Opalchentsi đã đánh bại quân Ottoman một cách quyết đoán tại Shipka Pass và Pleven. Đến tháng 1 năm 1878, họ đã giải phóng phần lớn các vùng đất của Bulgaria.

## Đệ tam Nhà nước Bulgaria (1878–1946)

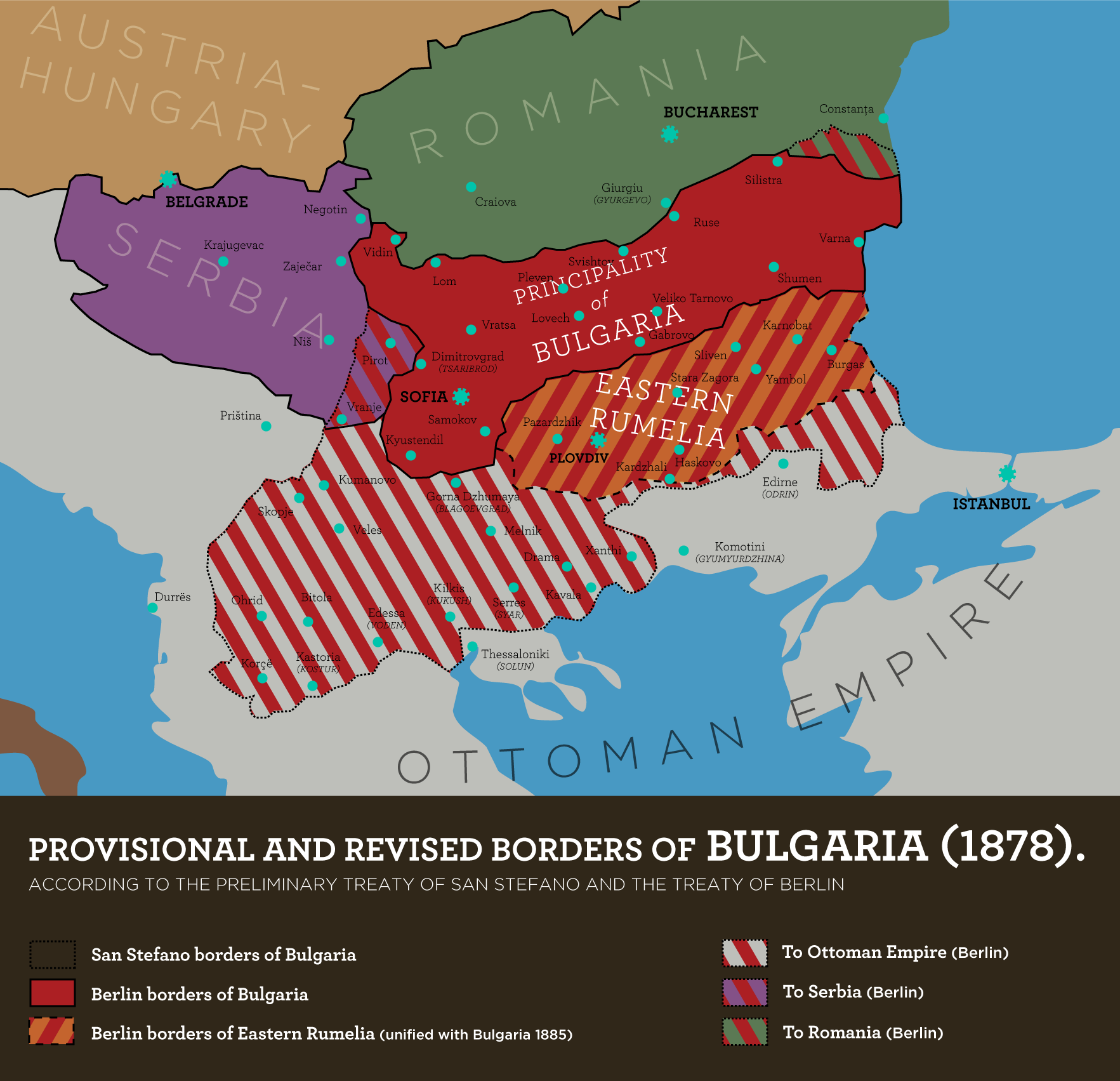
Biên giới của Bulgaria theo Hiệp ước San Stefano sơ bộ và Hiệp ước Berlin (1878) sau đó

Hiệp ước San Stefano được ký vào ngày 3 tháng 3 năm 1878 và thiết lập một Công quốc Bulgaria tự trị trên các lãnh thổ của Đế chế Bulgaria thứ hai, bao gồm các vùng của Moesia, Thrace và Macedonia, mặc dù nhà nước  de jure  chỉ tự trị nhưng  de facto  hoạt động độc lập. Tuy nhiên, cố gắng duy trì sự cân bằng quyền lực ở châu Âu và lo sợ việc thành lập một quốc gia khách hàng lớn của Nga ở Balkan, Các cường quốc khác đã miễn cưỡng đồng ý với hiệp ước.
Do đó, Hiệp ước Berlin (1878), dưới sự giám sát của Otto von Bismarck của Đức và Benjamin Disraeli của Anh, đã sửa đổi hiệp ước trước đó, và thu nhỏ lại nhà nước Bulgaria được đề xuất. Lãnh thổ mới của Bulgaria được giới hạn giữa sông Danube và dãy Stara Planina, với trụ sở của nó tại thủ đô cũ của Bulgaria là Veliko Turnovo và bao gồm cả Sofia. Sự sửa đổi này đã khiến một lượng lớn người dân tộc Bulgaria ở bên ngoài đất nước mới và xác định cách tiếp cận quân sự hóa của Bulgaria đối với các vấn đề đối ngoại và sự tham gia của nước này trong bốn cuộc chiến trong nửa đầu thế kỷ 20.
Alexander of Battenberg, một người Đức có quan hệ mật thiết với Sa hoàng Nga, là hoàng tử đầu tiên (knyaz) của Bulgaria hiện đại từ năm 1879. Mọi người đều cho rằng Bulgaria sẽ trở thành đồng minh của Nga. Ngược lại, nó đã trở thành một bức tường thành chống lại sự bành trướng của Nga, và hợp tác với người Anh. Bulgaria bị Serbia tấn công năm 1885, nhưng đã đánh bại quân xâm lược. Do đó, nó đã giành được sự tôn trọng từ các cường quốc và thách thức Nga. Đáp lại, Nga bảo đảm sự thoái vị của Hoàng tử Alexander vào năm 1886.
Stefan Stambolov (1854-1895) phục vụ 1886-1894 đầu tiên với tư cách nhiếp chính và sau đó là thủ tướng cho người cai trị mới, Ferdinand I của Bulgaria (hoàng tử 1887–1908, sa hoàng 1908-1918). Stambolov tin rằng việc Nga giải phóng Bulgaria khỏi sự cai trị của Thổ Nhĩ Kỳ là một nỗ lực của Nga theo chủ nghĩa Czarist nhằm biến Bulgaria thành nước bảo hộ của mình. Chính sách của ông được đặc trưng bởi mục tiêu duy trì nền độc lập của Bulgaria bằng mọi giá, làm việc với cả phe thiểu số Tự do và Bảo thủ. Trong thời kỳ lãnh đạo của ông, Bulgaria đã được chuyển đổi từ một tỉnh của Ottoman thành một quốc gia châu Âu hiện đại. Stambolov đưa ra một hướng đi mới trong chính sách đối ngoại của Bulgaria, không phụ thuộc vào lợi ích của bất kỳ cường quốc nào. Mục tiêu chính sách đối ngoại chính của ông là thống nhất đất nước Bulgaria thành một quốc gia-quốc gia bao gồm tất cả các lãnh thổ của Cơ quan trao quyền Bulgaria do Sultan cấp vào năm 1870. Stambolov đã thiết lập mối quan hệ chặt chẽ với Sultan để khơi dậy tinh thần dân tộc Bulgaria ở Macedonia và để phản đối tuyên truyền của Hy Lạp và Serbia do Nga hậu thuẫn. Kết quả của chiến thuật của Stambolov, Sultan đã công nhận người Bulgaria là dân tộc chiếm ưu thế ở Macedonia và bật đèn xanh cho việc thành lập một nhà thờ và các tổ chức văn hóa mạnh mẽ. Stambolov đã đàm phán các khoản vay với các nước Tây Âu để phát triển sức mạnh kinh tế và quân sự của Bulgaria. Một phần, điều này được thúc đẩy bởi mong muốn của ông là tạo ra một đội quân hiện đại có thể đảm bảo toàn bộ lãnh thổ quốc gia. Cách tiếp cận của ông đối với Tây Âu là một trong những động thái ngoại giao. Ông hiểu rõ lợi ích của Đế quốc Áo ở Macedonia và cảnh báo các nhà ngoại giao của mình theo đó. Chính sách đối nội của ông nổi bật với việc đánh bại các nhóm khủng bố do Nga bảo trợ, tăng cường pháp quyền, tăng trưởng kinh tế và giáo dục nhanh chóng, dẫn đến thay đổi văn hóa và xã hội tiến bộ, đồng thời phát triển một quân đội hiện đại có khả năng bảo vệ nền độc lập của Bulgaria. Stambolov nhận thức được rằng Bulgaria phải mạnh về chính trị, quân sự và kinh tế để đạt được sự thống nhất đất nước. Ông vạch ra đường lối chính trị biến Bulgaria trở thành một cường quốc mạnh trong khu vực, được các cường quốc thời nay kính trọng. Tuy nhiên, vị trí lãnh đạo khu vực của Bulgaria chỉ tồn tại trong thời gian ngắn. Sau cái chết của Stambolov, đường lối độc lập trong chính sách của ông đã bị bãi bỏ.
Bulgaria nổi lên từ sự cai trị của Thổ Nhĩ Kỳ với tư cách là một quốc gia nông nghiệp nghèo nàn, kém phát triển, với ít ngành công nghiệp hoặc tài nguyên thiên nhiên được khai thác. Phần lớn đất đai thuộc sở hữu của nông dân nhỏ, với 80% dân số 3,8 triệu nông dân vào năm 1900. Chủ nghĩa trọng nông là triết lý chính trị thống trị ở nông thôn, vì giai cấp nông dân tổ chức một phong trào độc lập với bất kỳ đảng phái nào hiện có. Năm 1899, Liên minh nông dân Bungari được thành lập, tập hợp những trí thức nông thôn như giáo viên với những người nông dân đầy tham vọng. Nó thúc đẩy thực hành canh tác hiện đại, cũng như giáo dục tiểu học.
Chính phủ đẩy mạnh hiện đại hóa, đặc biệt chú trọng xây dựng mạng lưới các trường tiểu học và trung học cơ sở. Đến năm 1910, cả nước có 4.800 trường tiểu học, 330 trường tiểu học, 27 cơ sở giáo dục sau trung học và 113 trường dạy nghề. Từ năm 1878 đến năm 1933, Pháp đã tài trợ cho nhiều thư viện, viện nghiên cứu và trường Công giáo trên khắp Bulgaria. Năm 1888, một trường đại học được thành lập. Nó được đổi tên thành Đại học Sofia vào năm 1904, nơi ba khoa lịch sử và ngữ văn, vật lý và toán học, và luật đào tạo ra công chức cho các văn phòng chính quyền địa phương và quốc gia. Nó trở thành trung tâm của những ảnh hưởng trí tuệ, triết học và thần học của Đức và Nga.
Thập kỷ đầu tiên của thế kỷ chứng kiến sự thịnh vượng bền vững, với tốc độ tăng trưởng đô thị ổn định. Thủ đô của Sofia đã tăng 600% - từ 20.000 dân vào năm 1878 lên 120.000 vào năm 1912, chủ yếu là từ những người nông dân đến từ các ngôi làng để trở thành lao động,
thương nhân và người tìm kiếm văn phòng. Macedonians đã sử dụng Bulgaria làm căn cứ, bắt đầu từ năm 1894, để kích động giành độc lập khỏi Đế chế Ottoman. Họ đã phát động một cuộc nổi dậy được lên kế hoạch tồi vào năm 1903 đã bị đàn áp dã man, và dẫn đến hàng chục nghìn người tị nạn bổ sung đổ vào Bulgaria.

### Các cuộc chiến tranh Balkan

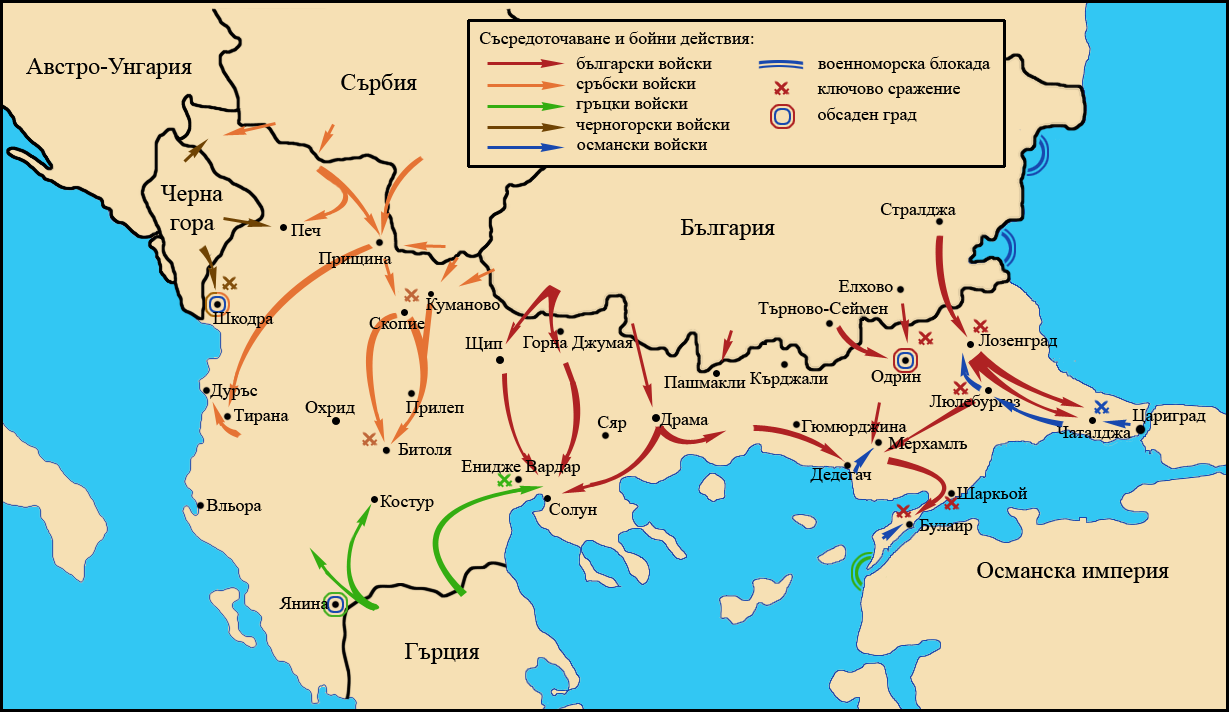
Bản đồ các hoạt động của Balkan League vào năm 1912, các lực lượng Bulgaria màu đỏ

Trong những năm sau độc lập, Bulgaria ngày càng trở nên quân sự hóa và thường được gọi là "Balkan Phổ", liên quan đến mong muốn sửa đổi Hiệp ước Berlin thông qua chiến tranh. Sự phân chia các vùng lãnh thổ ở Balkan bởi các cường quốc mà không liên quan đến thành phần dân tộc đã dẫn đến một làn sóng bất bình không chỉ ở Bulgaria, mà còn ở các nước láng giềng của nó. Năm 1911, Thủ tướng Quốc dân đảng Ivan Geshov thành lập một liên minh với Hy Lạp và Serbia để cùng tấn công người Ottoman và sửa đổi các thỏa thuận hiện có xung quanh các dòng tộc.
Vào tháng 2 năm 1912, một hiệp ước bí mật đã được ký kết giữa Bulgaria và Serbia và vào tháng 5 năm 1912, một hiệp ước tương tự đã được ký kết với Hy Lạp. Montenegro cũng được đưa vào hiệp ước. Các hiệp ước quy định sự phân chia khu vực Macedonia và Thrace giữa các đồng minh, mặc dù ranh giới phân chia vẫn còn mơ hồ một cách nguy hiểm. Sau khi Đế quốc Ottoman từ chối thực hiện cải cách ở các khu vực tranh chấp, Chiến tranh Balkan lần thứ nhất nổ ra vào tháng 10 năm 1912 vào thời điểm người Ottoman bị trói buộc trong cuộc chiến lớn với Ý ở Libya. Các đồng minh dễ dàng đánh bại Ottoman và chiếm hầu hết lãnh thổ châu Âu của họ.
Bulgaria chịu thương vong nặng nề nhất so với bất kỳ đồng minh nào đồng thời đưa ra yêu sách lãnh thổ lớn nhất. Người Serbia đặc biệt không đồng ý và từ chối bỏ trống bất kỳ lãnh thổ nào mà họ đã chiếm giữ ở miền bắc Macedonia (nghĩa là lãnh thổ gần tương ứng với Cộng hòa Bắc Macedonia hiện đại), nói rằng quân đội Bulgaria đã thất bại hoàn thành các mục tiêu trước chiến tranh tại Adrianople (để chiếm nó mà không cần sự trợ giúp của Serbia) và thỏa thuận trước chiến tranh về việc phân chia Macedonia phải được sửa đổi. Một số giới ở Bulgaria có khuynh hướng tiến tới chiến tranh với Serbia và Hy Lạp về vấn đề này.
Vào tháng 6 năm 1913, Serbia và Hy Lạp thành lập một liên minh mới chống lại Bulgaria. Thủ tướng Serbia Nikola Pasic hứa với Hy Lạp Thrace với Hy Lạp [không tham khảo] nếu nước này giúp Serbia bảo vệ lãnh thổ mà họ đã chiếm được ở Macedonia; Thủ tướng Hy Lạp Eleftherios Venizelos đã đồng ý [không tham khảo]. Coi điều này là vi phạm các thỏa thuận trước chiến tranh, và được Đức và Áo-Hungary khuyến khích riêng, Sa hoàng Ferdinand đã tuyên chiến với Serbia và Hy Lạp vào ngày 29 tháng 6.
Các lực lượng Serbia và Hy Lạp ban đầu bị đánh lui từ biên giới phía tây của Bulgaria, nhưng họ nhanh chóng giành được lợi thế và buộc Bulgaria phải rút lui. Giao tranh diễn ra rất khắc nghiệt, với nhiều thương vong, đặc biệt là trong Trận chiến then chốt ở Bregalnitsa. Ngay sau đó, Romania tham chiến cùng phe với Hy Lạp và Serbia, tấn công Bulgaria từ phía bắc. Đế chế Ottoman coi đây là cơ hội để lấy lại các lãnh thổ đã mất và cũng tấn công từ phía đông nam.
Đối mặt với chiến tranh trên ba mặt trận khác nhau, Bulgaria đã khởi kiện đòi hòa bình. Nó buộc phải từ bỏ hầu hết các hoạt động mua lại lãnh thổ ở Macedonia cho Serbia và Hy Lạp, Adrianapole cho Đế chế Ottoman và khu vực Nam Dobruja cho Romania. Hai cuộc chiến tranh Balkan đã gây bất ổn đáng kể cho Bulgaria, ngăn chặn sự tăng trưởng kinh tế ổn định cho đến nay của nước này, và khiến 58.000 người chết và hơn 100.000 người bị thương. Sự cay đắng trước sự phản bội được cho là của các đồng minh cũ đã tiếp thêm sức mạnh cho các phong trào chính trị, những người yêu cầu khôi phục Macedonia cho Bulgaria.

### Thế Chiến thứ nhất

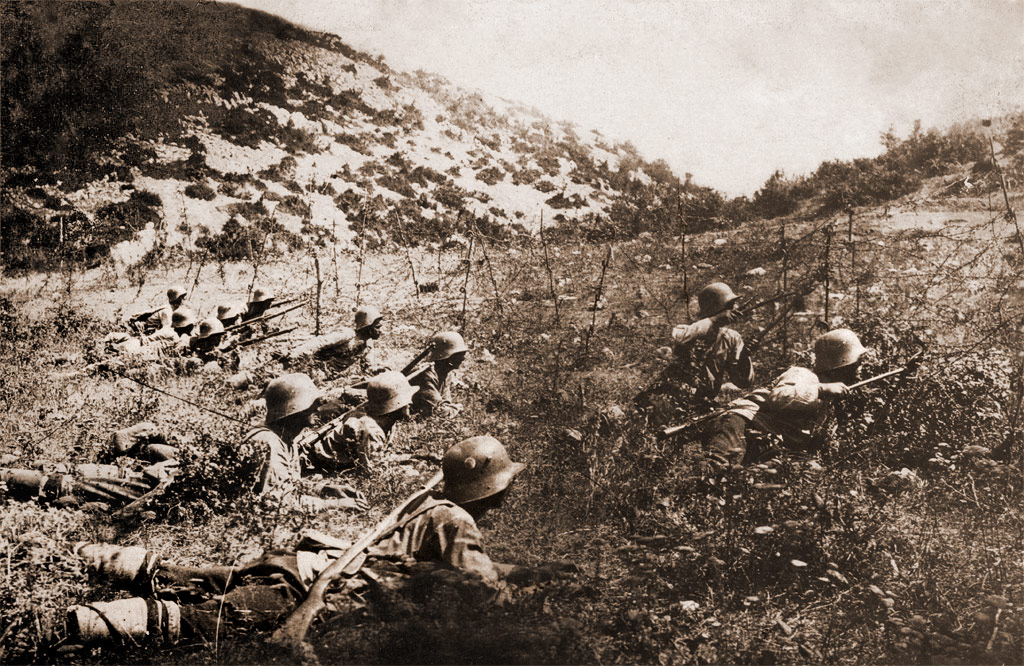
Binh lính Bulgaria cắt hàng rào thép gai của kẻ thù và chuẩn bị tiến lên, có thể là năm 1917

Hậu quả của Chiến tranh Balkan, quan điểm của Bulgaria đã chống lại Nga và các cường quốc phương Tây, những người mà người Bulgaria cảm thấy bị phản bội. Chính phủ Vasil Radoslavov đã liên kết Bulgaria với Đế quốc Đức và Áo-Hungary, mặc dù điều này có nghĩa là trở thành đồng minh của Ottoman, kẻ thù truyền thống của Bulgaria. Nhưng Bulgaria hiện không có yêu sách chống lại người Ottoman, trong khi Serbia, Hy Lạp và Romania (đồng minh của Anh và Pháp) nắm giữ các vùng đất được coi là của Bulgaria.
Bulgaria đã ngồi ngoài trong năm đầu tiên Thế chiến thứ nhất phục hồi sau các cuộc Chiến tranh Balkan. Đức và Áo nhận ra rằng họ cần sự giúp đỡ của Bulgaria để đánh bại Serbia về mặt quân sự, qua đó mở đường tiếp tế từ Đức sang Thổ Nhĩ Kỳ và củng cố Mặt trận phía Đông chống lại Nga. Bulgaria nhấn mạnh vào các lợi ích lớn về lãnh thổ, đặc biệt là Macedonia, mà Áo đã miễn cưỡng cấp cho đến khi Berlin nhất quyết. Bulgaria cũng đàm phán với Đồng minh, những người đưa ra các điều khoản có phần ít hào phóng hơn. Sa hoàng quyết định đi với Đức và Áo và ký một liên minh với họ vào tháng 9 năm 1915, cùng với một thỏa thuận đặc biệt giữa Bulgaria và Thổ Nhĩ Kỳ. Nó hình dung rằng Bulgaria sẽ thống trị vùng Balkan sau chiến tranh.
Bulgaria, có lực lượng trên bộ ở Balkan, tuyên chiến với Serbia vào tháng 10 năm 1915. Anh, Pháp và Ý đáp trả bằng cách tuyên chiến với Bulgaria. Liên minh với Đức, Áo-Hungary và Ottoman, Bulgaria đã giành chiến thắng quân sự trước Serbia và Romania, chiếm phần lớn Macedonia (chiếm Skopje vào tháng 10), tiến vào Macedonia của Hy Lạp, và chiếm Dobruja từ Romania vào tháng 9 năm 1916. Do đó, Serbia tạm thời bị loại khỏi cuộc chiến, và Thổ Nhĩ Kỳ tạm thời được giải cứu khỏi sự sụp đổ. Đến năm 1917, Bulgaria có hơn một phần tư dân số 4,5 triệu người trong đội quân 1.200.000 người, và gây ra tổn thất nặng nề cho Serbia (Kaymakchalan), Vương quốc Anh (Doiran), Pháp (Monastir), Đế quốc Nga (Dobrich) và Vương quốc Romania (Tutrakan).
Tuy nhiên, cuộc chiến nhanh chóng trở nên không được lòng hầu hết người dân Bulgaria, những người chịu nhiều khó khăn về kinh tế và cũng không thích chiến đấu với những người theo đạo Chính thống giáo của họ trong liên minh với người Ottoman theo đạo Hồi. Cách mạng Nga tháng Hai năm 1917 đã có một ảnh hưởng lớn ở Bulgaria, truyền bá tình cảm phản chiến và chống chế độ quân chủ trong quân đội và trong các thành phố. Vào tháng 6, chính phủ của Radoslavov từ chức. Mutinies nổ ra trong quân đội, Stamboliyski được giải phóng và một nền cộng hòa được tuyên bố.

### Những năm giữa cuộc chiến
Vào tháng 9 năm 1918, Sa hoàng Ferdinand thoái vị để ủng hộ con trai mình Boris III để chống lại xu hướng cách mạng chống quân chủ. Theo Hiệp ước Neuilly (tháng 11 năm 1919) Bulgaria nhượng lại đường bờ biển Aegean cho Hy Lạp, cắt gần như toàn bộ lãnh thổ Macedonian đồng thời công nhận sự tồn tại của Nam Tư, và phải trao lại Dobruja cho Romania. Nước này đã phải giảm quân đội xuống còn không quá 22.000 người và phải trả các khoản bồi thường vượt quá 400 triệu USD. Người Bulgaria thường gọi kết quả của hiệp ước là "Thảm họa quốc gia thứ hai."

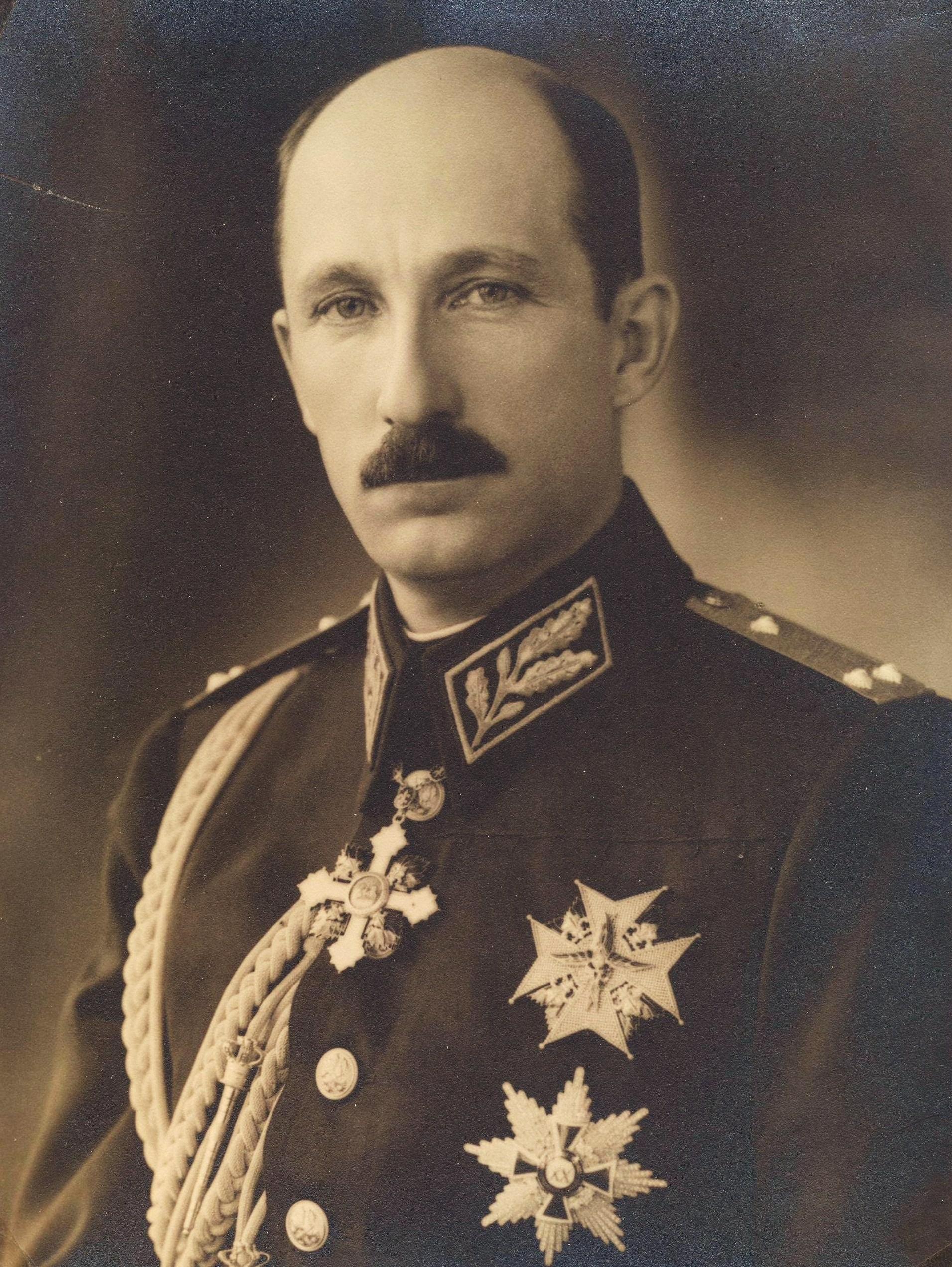
Tsar Boris III

Các cuộc bầu cử vào tháng 3 năm 1920 đã mang lại cho Agrarian chiếm đa số và Aleksandar Stamboliyski đã thành lập chính phủ nông dân đầu tiên của Bulgaria. Ông phải đối mặt với những vấn đề xã hội to lớn, nhưng đã thành công trong việc thực hiện nhiều cải cách, mặc dù sự phản đối của tầng lớp trung lưu và thượng lưu, địa chủ và sĩ quan quân đội vẫn hùng mạnh. Vào tháng 3 năm 1923, Stamboliyski đã ký một thỏa thuận với Vương quốc Nam Tư công nhận biên giới mới và đồng ý đàn áp Tổ chức Cách mạng Nội bộ Macedonian (VMRO), tổ chức ủng hộ một cuộc chiến để giành lại Macedonia từ Nam Tư.
Điều này đã gây ra phản ứng theo chủ nghĩa dân tộc và người đảo chính ngày 9 tháng 6 năm 1923 cuối cùng dẫn đến vụ ám sát Stamboliykski. Một chính phủ cực hữu dưới quyền của Aleksandar Tsankov đã lên nắm quyền, được quân đội và VMRO hậu thuẫn, đã tiến hành Khủng bố trắng chống lại Người nông dân và Cộng sản. Năm 1926, sau cuộc War of the Stray Dog ngắn ngủi, Sa hoàng thuyết phục Tsankov từ chức, một chính phủ ôn hòa hơn dưới quyền của Andrey Lyapchev lên nắm quyền và lệnh ân xá được ban bố, mặc dù Cộng sản vẫn bị cấm. Một liên minh bình dân, bao gồm những người Agrarian được tổ chức lại, đã giành chiến thắng trong cuộc bầu cử năm 1931 với tên gọi "Khối bình dân".
Vào tháng 5 năm 1934 một cuộc đảo chính khác đã diễn ra, loại bỏ Khối bình dân khỏi quyền lực và thành lập một cơ quan quân sự độc tài do Kimon Georgiev đứng đầu. Một năm sau, Sa hoàng Boris đã tìm cách loại bỏ chế độ quân sự khỏi quyền lực, khôi phục hình thức cai trị của nghị viện (không có sự tái lập của các đảng phái chính trị) và dưới sự kiểm soát chặt chẽ của chính mình. Chế độ Sa hoàng tuyên bố trung lập, nhưng dần dần Bulgaria đã thu hút sự liên minh với Đức Quốc xã và Phát xít Ý.

### Chiến tranh thế giới thứ hai
Khi Chiến tranh thế giới thứ hai bùng nổ, chính phủ Vương quốc Bulgaria dưới quyền Bogdan Filov đã tuyên bố lập trường trung lập, quyết tâm theo dõi nó cho đến khi chiến tranh kết thúc, nhưng hy vọng giành được lãnh thổ không đổ máu, đặc biệt là ở những vùng đất có dân số Bulgaria đáng kể bị các nước láng giềng chiếm đóng sau Chiến tranh Balkan lần thứ hai và Thế chiến thứ nhất. Nhưng rõ ràng là vị trí địa chính trị trung tâm của Bulgaria ở vùng Balkan chắc chắn sẽ dẫn đến sức ép mạnh mẽ từ bên ngoài của cả hai bên trong Thế chiến II. Thổ Nhĩ Kỳ đã có hiệp ước không xâm lược với Bulgaria.
Bulgaria đã thành công trong việc đàm phán khôi phục Nam Dobruja, một phần của Romania kể từ năm 1913, trong Axis - được tài trợ Hiệp ước Craiova vào ngày 7 tháng 9 năm 1940, điều này củng cố hy vọng của Bulgaria về việc giải quyết vấn đề lãnh thổ mà không có sự tham gia trực tiếp vào chiến tranh. Tuy nhiên, Bulgaria buộc phải gia nhập phe Trục vào năm 1941, khi quân đội Đức chuẩn bị xâm lược Hy Lạp từ Romania tiến đến biên giới Bulgaria và yêu cầu được phép đi qua lãnh thổ Bulgaria. Bị đe dọa bởi cuộc đối đầu quân sự trực tiếp, Sa hoàng Boris III không còn lựa chọn nào khác ngoài việc gia nhập khối phát xít, được chính thức chính thức vào ngày 1 tháng 3 năm 1941. Có rất ít sự phản đối phổ biến, vì Liên Xô ở trong hiệp ước không xâm lược với Đức. Tuy nhiên, nhà vua từ chối giao người Do Thái Bulgaria cho Đức Quốc xã, cứu sống 50.000 người.

Quân đội Bulgaria diễu hành tại một cuộc diễu hành chiến thắng ở Sofia kỷ niệm kết thúc Thế chiến II, 1945

Bulgaria không tham gia Đức xâm lược Liên Xô bắt đầu vào ngày 22 tháng 6 năm 1941 và cũng không tuyên chiến với Liên Xô. Tuy nhiên, bất chấp việc cả hai bên không có tuyên bố chiến tranh chính thức, Hải quân Bulgaria đã tham gia vào một số cuộc giao tranh với Hạm đội Biển Đen của Liên Xô, tấn công hàng hải của Bulgaria. Bên cạnh đó, các lực lượng vũ trang Bulgaria đồn trú ở Balkan đã chiến đấu với nhiều nhóm kháng chiến khác nhau. Chính phủ Bulgaria đã bị Đức buộc phải tuyên bố chiến tranh với Vương quốc Anh và Hoa Kỳ vào ngày 13 tháng 12 năm 1941, một hành động dẫn đến vụ đánh bom của Sofia và các thành phố khác của Bulgaria bằng máy bay Đồng minh.
Vào ngày 23 tháng 8 năm 1944, Romania rời khỏi phe Trục và tuyên chiến với Đức, đồng thời cho phép các lực lượng Liên Xô băng qua lãnh thổ của mình để đến Bulgaria. Ngày 5 tháng 9 năm 1944, Liên Xô tuyên chiến với Bulgaria và xâm lược. Trong vòng ba ngày, Liên Xô đã chiếm đóng phần đông bắc của Bulgaria cùng với các thành phố cảng quan trọng là Varna và Burgas. Trong khi đó, vào ngày 5 tháng 9, Bulgaria tuyên chiến với Đức Quốc xã. Quân đội Bulgaria được lệnh không có kháng cự.
Vào ngày 9 tháng 9 năm 1944 trong một cuộc đảo chính, chính phủ của Thủ tướng Konstantin Muraviev đã bị lật đổ và được thay thế bằng một chính phủ của Mặt trận Tổ quốc do Kimon Georgiev lãnh đạo. Ngày 16 tháng 9 năm 1944, Hồng quân Liên Xô tiến vào Sofia. Quân đội Bulgaria đã đánh dấu một số chiến thắng trước Sư đoàn quân tình nguyện số 7 trên núi Prinz Eugen (tại Nish), Sư đoàn bộ binh 22 (tại Strumica) và các lực lượng khác của Đức trong các chiến dịch ở Kosovo và Stratsin.

## Cộng hòa Nhân dân Bulgaria (1946–1991)

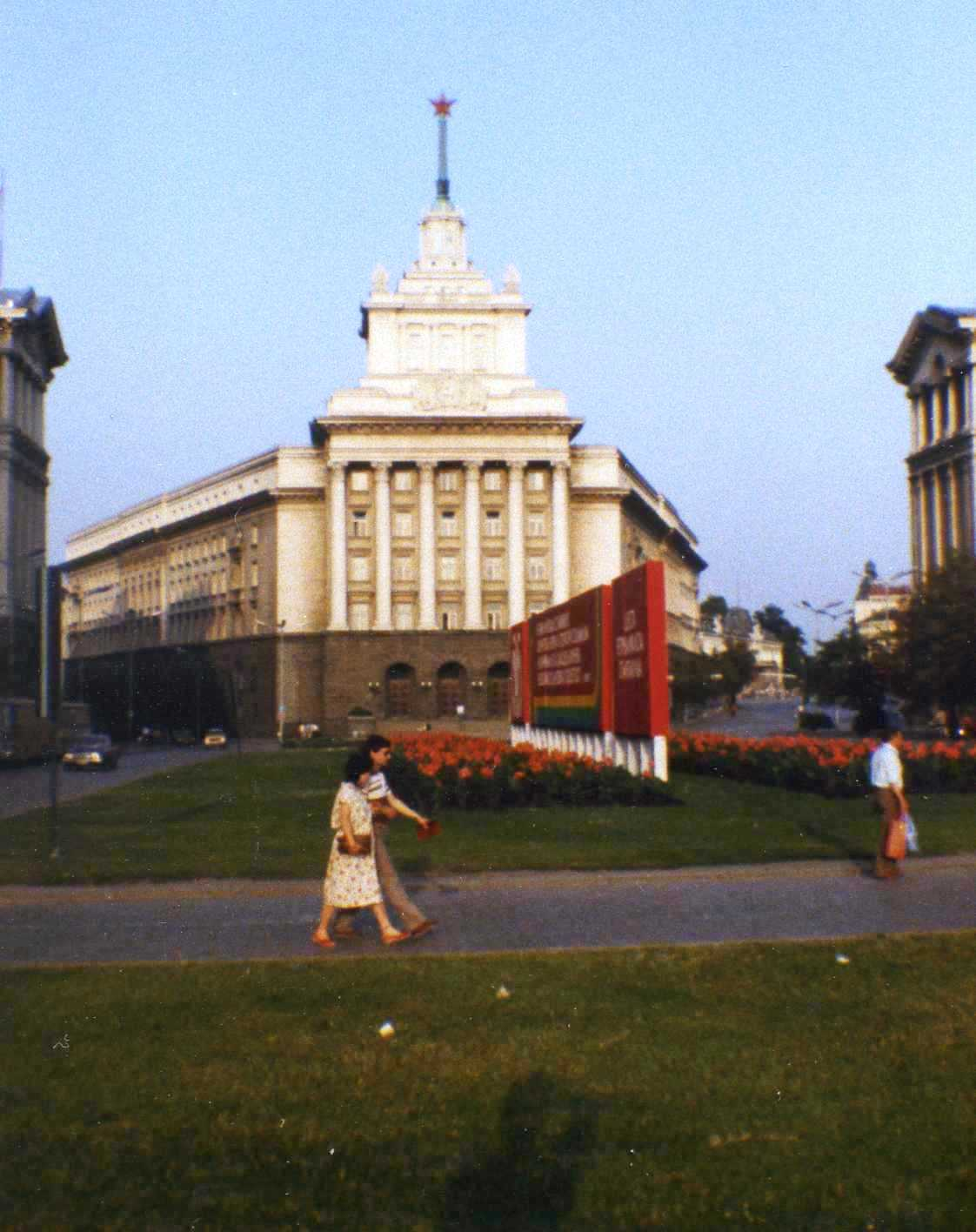
Trụ sở của Đảng Cộng sản Bulgaria năm 1984

Trong thời kỳ này, đất nước được gọi là "Cộng hòa Nhân dân Bulgaria" (PRB) và được lãnh đạo bởi Đảng Cộng sản Bulgaria (BCP). BCP chuyển mình vào năm 1990, đổi tên thành "Đảng Xã hội Bungari".
Lãnh đạo cộng sản Dimitrov đã sống lưu vong, chủ yếu ở Liên Xô, kể từ năm 1923. Mặc dù Stalin đã hành quyết nhiều người lưu vong khác, ông vẫn thân cận với Dimitrov và trao cho ông những chức vụ cao. Dimitrov bị bắt tại Berlin và tỏ ra rất can đảm trong phiên tòa xét xử lửa Reichstag năm 1933. Stalin đã phong ông ta làm người đứng đầu Comintern trong thời kỳ của Mặt trận bình dân '
Sau năm 1944, ông cũng thân cận với lãnh đạo Cộng sản Nam Tư Tito và tin rằng Nam Tư và Bulgaria, là những dân tộc Nam Slav có quan hệ mật thiết, nên thành lập một liên bang. Ý tưởng này không được Stalin ủng hộ. Từ lâu đã có người nghi ngờ rằng cái chết đột ngột của Dimitrov ở Moscow vào tháng 7 năm 1949 không phải là ngẫu nhiên, mặc dù điều này chưa bao giờ được chứng minh. Nó trùng hợp với việc Stalin trục xuất Tito khỏi Cominform và sau đó là một cuộc săn lùng phù thủy "Titoist" ở Bulgaria. Điều này lên đến đỉnh điểm là hiển thị thử nghiệm và hành quyết Phó Thủ tướng Traicho Kostov (mất ngày 16 tháng 12 năm 1949). Thủ tướng lớn tuổi Vasil Kolarov (sinh năm 1877) qua đời vào tháng 1 năm 1950 và quyền lực sau đó được chuyển cho một người theo chủ nghĩa Stalin, Vulko Chervenkov (1900–1980).
Giai đoạn Stalin của Bulgaria kéo dài chưa đầy 5 năm. Dưới sự lãnh đạo của ông, nông nghiệp đã được tập thể hóa, các cuộc nổi dậy của nông dân bị dẹp tan, và một chiến dịch công nghiệp hóa lớn được phát động. Các trại lao động đã được thiết lập và ở đỉnh cao của cuộc đàn áp, có khoảng 100.000 người. Hàng ngàn người bất đồng chính kiến đã bị hành quyết dưới chế độ cộng sản và nhiều người chết trong các trại lao động. Vị Thượng phụ Chính thống giáo bị giới hạn trong một tu viện và Nhà thờ được đặt dưới sự kiểm soát của nhà nước.
Năm 1950, quan hệ ngoại giao với Hoa Kỳ bị cắt đứt. Nhưng cơ sở ủng hộ của Chervenkov trong Đảng Cộng sản quá hạn hẹp để ông có thể tồn tại lâu dài một khi người bảo trợ của ông là Stalin không còn nữa. Stalin qua đời vào tháng 3 năm 1953 và vào tháng 3 năm 1954 Chervenkov bị phế truất làm Bí thư Đảng ủy với sự chấp thuận của ban lãnh đạo mới ở Moscow và được thay thế bởi Todor Zhivkov. Chervenkov giữ chức Thủ tướng cho đến tháng 4 năm 1956, khi ông bị bãi nhiệm và thay thế bởi Anton Yugov.
Trong những năm 1960, Zhivkov đã khởi xướng cải cách và thông qua một số chính sách định hướng thị trường ở mức độ thử nghiệm. Vào giữa những năm 1950, mức sống đã tăng lên đáng kể, và vào năm 1957, công nhân nông trại tập thể được hưởng lợi từ hệ thống lương hưu và phúc lợi nông nghiệp đầu tiên ở Đông Âu.Lyudmila Zhivkova, con gái của Todor Zhivkov, đã quảng bá di sản, văn hóa và nghệ thuật quốc gia của Bulgaria trên quy mô toàn cầu. Một chiến dịch đồng hóa vào cuối những năm 1980 chống lại người Thổ Nhĩ Kỳ sắc tộc đã dẫn đến việc di cư của khoảng 300.000 Người Thổ Nhĩ Kỳ ở Bulgaria đến Thổ Nhĩ Kỳ, khiến sản xuất nông nghiệp giảm đáng kể do mất sức lao động.

## Cộng hòa Bulgaria
Vào thời điểm tác động của chương trình cải cách của Mikhail Gorbachev ở Liên Xô được cảm nhận ở Bulgaria vào cuối những năm 1980, những người Cộng sản, giống như lãnh đạo của họ, đã trở nên quá yếu ớt để chống lại nhu cầu thay đổi trong một thời gian dài. Vào tháng 11 năm 1989, các cuộc biểu tình về các vấn đề sinh thái được tổ chức ở Sofia và những cuộc biểu tình này nhanh chóng được mở rộng thành một chiến dịch chung để cải cách chính trị. Những người Cộng sản đã phản ứng bằng cách hạ bệ Zhivkov và thay thế anh ta bằng Petar Mladenov, nhưng điều này khiến họ chỉ có được một thời gian nghỉ ngơi ngắn ngủi.
Vào tháng 2 năm 1990, Đảng tự nguyện từ bỏ yêu sách độc quyền quyền lực và vào tháng 6 năm 1990, cuộc bầu cử tự do đầu tiên kể từ năm 1931 được tổ chức, do Đảng Cộng sản giành chiến thắng, ủng hộ phe cứng rắn và đổi tên thành Đảng Xã hội Bulgaria. Vào tháng 7 năm 1991, Hiến pháp mới được thông qua, trong đó hệ thống chính phủ được ấn định là cộng hòa nghị viện với một Tổng thống được bầu trực tiếp và một Thủ tướng chịu trách nhiệm trước cơ quan lập pháp.

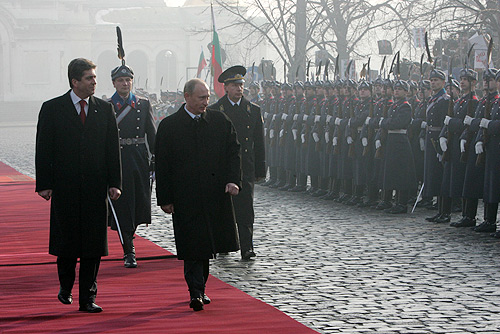
Tổng thống Georgi Parvanov (trái) với Tổng thống Nga Vladimir Putin, 2008

Giống như các chế độ hậu Cộng sản khác ở Đông Âu, Bulgaria nhận thấy quá trình chuyển đổi sang chủ nghĩa tư bản đau đớn hơn dự kiến. Liên minh các lực lượng dân chủ (UDF) đã lên nắm quyền và từ năm 1992 đến năm 1994 Chính phủ Berov đã tiến hành tư nhân hóa đất đai và công nghiệp thông qua việc phát hành cổ phiếu trong các doanh nghiệp của chính phủ cho mọi công dân, nhưng điều này đi kèm với tình trạng thất nghiệp ồ ạt do các ngành công nghiệp không cạnh tranh được thất bại và tình trạng lạc hậu của ngành công nghiệp và cơ sở hạ tầng của Bulgaria được bộc lộ. Những người theo chủ nghĩa xã hội tự miêu tả mình là người bảo vệ người nghèo chống lại sự thái quá của thị trường tự do.
Phản ứng tiêu cực chống lại cải cách kinh tế cho phép Zhan Videnov của BSP lên nắm quyền vào năm 1995. Đến năm 1996, chính phủ BSP cũng gặp khó khăn và trong cuộc bầu cử tổng thống năm đó Petar Stoyanov của UDF đã được bầu. Năm 1997, chính phủ BSP sụp đổ và UDF lên nắm quyền. Tuy nhiên, tỷ lệ thất nghiệp vẫn ở mức cao và cử tri ngày càng không hài lòng với cả hai đảng.
Vào ngày 17 tháng 6 năm 2001, Simeon II, con trai của Sa hoàng Boris III và ông là cựu Nguyên thủ quốc gia (với tư cách là Sa hoàng của Bulgaria từ năm 1943 đến năm 1946), giành chiến thắng sít sao trong cuộc bầu cử. Đảng của Sa hoàng - Phong trào Quốc gia Simeon II ("NMSII") - giành được 120 trong số 240 ghế trong Quốc hội. Sự nổi tiếng của Simeon giảm nhanh chóng trong suốt 4 năm cầm quyền của ông với tư cách là Thủ tướng và BSP đã chiến thắng cuộc bầu cử năm 2005, nhưng không thể thành lập chính phủ độc đảng và phải tìm kiếm một liên minh. Trong bầu cử quốc hội vào tháng 7 năm 2009, đảng cực hữu của Boyko Borisov Công dân vì sự phát triển châu Âu của Bulgaria đã giành được gần 40% số phiếu.
Kể từ năm 1989, Bulgaria đã tổ chức bầu cử đa đảng và tư nhân hóa nền kinh tế, nhưng những khó khăn kinh tế và làn sóng tham nhũng đã khiến hơn 800.000 người Bulgaria, trong đó có nhiều người nghề có trình độ, để di cư trong tình trạng "chảy máu chất xám". Gói cải cách được đưa ra vào năm 1997 đã phục hồi tăng trưởng kinh tế tích cực, nhưng dẫn đến bất bình đẳng xã hội gia tăng. Hệ thống chính trị và kinh tế sau năm 1989 hầu như không cải thiện được mức sống và tạo ra tăng trưởng kinh tế. Theo một cuộc khảo sát của Dự án Thái độ Toàn cầu Pew năm 2009, 76% người Bulgaria cho biết họ không hài lòng với hệ thống dân chủ, 63% cho rằng thị trường tự do không làm cho mọi người trở nên tốt hơn và chỉ 11% người Bulgaria đồng ý rằng người dân bình thường đã được hưởng lợi từ những thay đổi trong năm 1989. Hơn nữa, chất lượng cuộc sống trung bình và hiệu quả kinh tế thực sự vẫn thấp hơn so với thời kỳ do Đảng Cộng sản lãnh đạo vào đầu những năm 2000 (thập kỷ).
Bulgaria trở thành thành viên của NATO vào năm 2004 và của Liên minh Châu Âu vào năm 2007. Năm 2010, nước này được xếp hạng 32 (giữa Hy Lạp và Lithuania) trong số 181 quốc gia trong Chỉ số toàn cầu hóa. 
Quyền tự do ngôn luận và báo chí được chính phủ tôn trọng (tính đến năm 2015), nhưng nhiều cơ quan truyền thông lại bị các nhà quảng cáo và chủ sở hữu lớn coi trọng các chương trình nghị sự chính trị. Cũng xem Nhân quyền ở Bulgaria. Các cuộc thăm dò được thực hiện bảy năm sau khi nước này gia nhập EU cho thấy chỉ 15% người Bulgaria cảm thấy họ được hưởng lợi từ việc trở thành thành viên.

### Khảo sát
- Chary, Frederick B. "Bulgaria (History)" in Richard Frucht, ed. Encyclopedia of Eastern Europe (Garland, 2000) pp 91–113.
- Chary, Frederick B. The History of Bulgaria (The Greenwood Histories of the Modern Nations) (2011) excerpt and text search; complete text Lưu trữ ngày 15 tháng 2 năm 2020 tại Wayback Machine
- Crampton, R.J. Bulgaria (Oxford History of Modern Europe) (1990) excerpt and text search; also complete text online Lưu trữ ngày 15 tháng 2 năm 2020 tại Wayback Machine
  - Crampton, R.J. A Concise History of Bulgaria (2005) excerpt and text search
- Detrez, Raymond. Historical Dictionary of Bulgaria (2nd ed. 2006). lxiv + 638 pp. Maps, bibliography, appendix, chronology. ISBN 978-0-8108-4901-3.
- Hristov, Hristo. History of Bulgaria [translated from the Bulgarian, Stefan Kostov; editor, Dimiter Markovski]. Khristov, Khristo Angelov. 1985.
- Jelavich, Barbara. History of the Balkans (1983)
- Kossev, D., H. Hristov and D. Angelov; Short history of Bulgaria (1963).
- Lampe, John R, and Marvin R. Jackson. Balkan Economic History, 1550–1950: From Imperial Borderlands to Developing Nations. 1982. online edition Lưu trữ ngày 26 tháng 6 năm 2012 tại Wayback Machine
- Lampe, John R. The Bulgarian Economy in the 20th century. 1986.
- MacDermott, Mercia; A History of Bulgaria, 1393–1885 (1962) online edition Lưu trữ ngày 4 tháng 6 năm 2011 tại Wayback Machine
- Todorov, Nikolai. Short history of Bulgaria (1921)
- Shared Pasts in Central and Southeast Europe, 17th-21st Centuries. Eds. G.Demeter, P. Peykovska. 2015

### Trước 1939
- Black, Cyril E. The Establishment of Constitutional Government in Bulgaria (Princeton University Press, 1943)
- Constant, Stephen. Foxy Ferdinand, 1861–1948: Tsar of Bulgaria (1979)
- Forbes, Nevill. Balkans: A history of Bulgaria, Serbia, Greece, Rumania, Turkey 1915.
- Hall, Richard C. Bulgaria's Road to the First World War. Columbia University Press, 1996.
- Hall, Richard C. War in the Balkans: An Encyclopedic History from the Fall of the Ottoman Empire to the Breakup of Yugoslavia (2014) excerpt
- Jelavich, Charles, and Barbara Jelavich. The Establishment of the Balkan National States, 1804–1920 (1977)
- Perry; Duncan M. Stefan Stambolov and the Emergence of Modern Bulgaria, 1870–1895 (1993) online edition
- Pundeff, Marin. "Bulgaria," in Joseph Held, ed. The Columbia History of Eastern Europe in the 20th Century (Columbia University Press, 1992) pp 65–118
- Runciman; Steven. A History of the First Bulgarian Empire (1930) online edition Lưu trữ ngày 21 tháng 7 năm 2012 tại Wayback Machine
- Stavrianos, L.S.  The Balkans Since 1453 (1958), major scholarly history; online free to borrow

### 1939–89
- Michael Bar-Zohar. Beyond Hitler's Grasp: The Heroic Rescue of Bulgaria's Jews
- Alexenia Dimitrova. The Iron Fist: Inside the Bulgarian secret archives
- Stephane Groueff. Crown of Thorns: The Reign of King Boris III of Bulgaria, 1918–1943
- Pundeff, Marin. "Bulgaria," in Joseph Held, ed. The Columbia History of Eastern Europe in the 20th Century (Columbia University Press, 1992) pp 65–118
- Tzvetan Todorov The Fragility of Goodness: Why Bulgaria's Jews Survived the Holocaust
- Tzvetan Todorov. Voices from the Gulag: Life and Death in Communist Bulgaria

### Đương thời
- John D. Bell, ed. Bulgaria in Transition: Politics, Economics, Society, and Culture after Communism (1998) online edition Lưu trữ ngày 21 tháng 7 năm 2012 tại Wayback Machine

### Lịch sử học
- Baeva, Iskra. "An Attempt to Revive Foreign Interest to Bulgarian History." Bulgarian Historical Review/Revue Bulgare d'Histoire 1-2 (2007): 266–268.
- Birman, Mikhail. "Bulgarian Jewry and the Holocaust: History and Historiography," Shvut 2001, Vol. 10, pp 160–181.
- Daskalova, Krassimira. "The politics of a discipline: women historians in twentieth century Bulgaria." Rivista internazionale di storia della storiografia 46 (2004): 171–187.
- Daskalov, Roumen. "The Social History of Bulgaria: Topics and Approaches," East Central Europe, (2007) 34#1-2 pp 83–103, abstract
- Daskalov, Roumen. Making of a Nation in the Balkans: Historiography of the Bulgarian Revival, (2004) 286pp.
- Davidova, Evguenia. "A Centre in the Periphery: Merchants during the Ottoman period in Modern Bulgarian Historiography (1890s-1990s)."  Journal of European Economic History (2002) 31#3 pp 663–86.
- Grozdanova, Elena. "Bulgarian Ottoman Studies At The Turn Of Two Centuries: Continuity And Innovation," Etudes Balkaniques (2005) 41#3 PP 93–146. covers 1400 to 1922;
- Hacisalihoglu, Mehmet. "The Ottoman Administration of Bulgaria and Macedonia During the 19th - 20th Centuries in Recent Turkish Historiography: Contributions, Deficiencies and Perspectives." Turkish Review of Balkan Studies (2006), Issue 11, pP 85–123; covers 1800 to 1920.
- Meininger, Thomas A. "A Troubled Transition: Bulgarian Historiography, 1989–94," Contemporary European History, (1996) 5#1 pp 103–118
- Mosely, Philip E. "The Post-War Historiography of Modern Bulgaria," Journal of Modern History, (1937) 9#3 pp 348–366; work done in 1920s and 1930s in JSTOR
- Robarts, Andrew. "The Danube Vilayet And Bulgar-Turkish Compromise Proposal Of 1867 In Bulgarian Historiography," International Journal of Turkish Studies (2008) 14#1-2 pp 61–74.
- Todorova, Maria. "Historiography of the countries of Eastern Europe: Bulgaria," American Historical Review, (1992) 97#4 pp 1105–1117 in JSTOR

### Khác
- 12 Myths in Bulgarian History, by Bozhidar Dimitrov; Published by "KOM Foundation," Sofia, 2005.
- The 7th Ancient Civilizations in Bulgaria (The Golden Prehistoric Civilization, Civilization of Thracians and Macedonians, Hellenistic Civilization, Roman [Empire] Civilization, Byzantine [Empire] Civilization, Bulgarian Civilization, Islamic Civilization), by Bozhidar Dimitrov; Published by "KOM Foundation," Sofia, 2005 (108 p.)